# VéloSoleX
Il Velosolex (conosciuto anche sotto il nome abbreviato di Solex e, nei paesi francofoni, come Vélosolex) è un bicimotore creato dall'azienda meccanica francese Solex. Prodotto originariamente in sei milioni d'esemplari circa, in diverse versioni, dal 1946 al 1988, la sua fabbricazione è stata ripresa in Ungheria dal 1993 al 2003. Dal 1997, inoltre, a seguito di una joint-venture sino-francese, una produzione di motori del Velosolex continua in Cina, effettuata dalla Jiangxi Hongdu Moped Company Limited.

## Storia

### Prima della produzione in serie

#### La genesi
Marcel Mennesson, ingegnere francese e co-fondatore della Solex, cominciò a interessarsi al trasporto su ruote negli anni 1910. Il 4 ottobre 1916, la società Goudard & Mennesson, da lui creata con Maurice Goudard, depositò un brevetto riguardante un motore per motociclette da applicarsi direttamente sul mozzo della ruota posteriore. Questo progetto, comunque, non ebbe sviluppi.
Il 31 dicembre 1918, la stessa società, presentò un altro brevetto, riguardante una motocicletta dal telaio formato da un unico tubo metallico che univa la forcella alla sella; l'intuizione del telaio monoblocco sarebbe poi stata sfruttata sui Velosolex fino al 1953.
Il progetto di un mezzo di trasporto a due ruote fu poi messo da parte e i due inventori si dedicarono alla produzione di carburatori e di micrometri pneumatici. Per lo sviluppo di brevetti riguardanti la metrologia, il 10 marzo 1930 fu fondata la Societé d'Appareils de Contrôle et d'Équipement de Moteurs (S.A.C.E.M.), che dal 1940 si sarebbe convertita al presentare brevetti riguardanti il Velosolex, compito che avrebbe assolto fino alla cessione della branca ciclomotori, nel 1974, con un totale di ottantuno brevetti concessi, addizioni incluse.

#### I prototipi
Poco prima dello scoppio della Seconda guerra mondiale Mennesson ritornò sul progetto di un mezzo di trasporto economico a due ruote e gli studi si concentrarono fin dai primi brevetti su un motociclo a trazione anteriore, con motore posto sopra la ruota. Dopo alcune incertezze sulle modalità di trasferimento del moto alla ruota, si decise per la trasmissione per frizione con un unico rullo collegato all'albero a gomiti del motore.
Fra il dicembre 1940 e il gennaio 1941 una piccola squadra guidata da Marcel Mennesson realizzò una trentina di prototipi del motore, montati, per poter effettuare le prove su strada, su normali telai di bicicletta. Dall'unico di questi prototipi ancora esistente (il № 023) si constata che l'architettura del motore aveva già raggiunto uno stadio soddisfacente, specialmente riguardo alla posizione relativa dei componenti. Difatti questa non sarebbe più stata mutata e sarebbe divenuta oggetto di brevetto, insieme con la forma del serbatoio, del carter del motore e della copertura del volano magnetico, nel novembre 1941. Anche la cilindrata del motore a due tempi era già pari ai 45 cm³ del primo modello prodotto in serie, e pure l'alesaggio del cilindro e la corsa del pistone avevano raggiunto i valori di 38 e 40 mm, rispettivamente, che mantennero fino al 1953.
Nello sforzo di costruire un veicolo economico nel prezzo, nella costruzione e nella manutenzione, l'inventore optò per un tipo particolare di carburatore, detto "a troppo pieno" (di cui la Solex, società da lui co-fondata e diretta, possedeva il brevetto), che consentiva di eliminare completamente i fragili galleggianti e valvole a spillo che si avevano nei carburatori tradizionali lasciando, come uniche parti mobili, la valvola dello starter e quella del gas.
Dal 1942 si hanno i primi documenti sugli studi per il telaio, che presentavano soluzioni già descritte nel brevetto del 1918: in particolare l'uso di un unico tubo curvo in sostituzione del tradizionale telaio ciclistico a canne dritte saldate e la possibilità di ricavare un serbatoio all'interno del tubo stesso (soluzione comunque mai messa in pratica).
Sempre nel 1942 fu brevettato il sistema di comando a levette per il gas e la decompressione, che avrebbe equipaggiato i Velosolex per i vent'anni successivi.
Mentre si preparavano questi brevetti, il lavoro sui motori continuava e si raffinava, sfociando nei modelli di preserie.
In alcune fotografie di Bernard-René Mennesson (figlio di Marcel) datate novembre 1942, raffiguranti l'esemplare di preserie № 129, è possibile notare l'avanzamento del progetto, ormai quasi in fase finale. Questa produzione di prova, durata dal 1942 al 1946, ammontò a settecento macchine. Di queste settecento, seicento furono donate ad altrettante persone, in cambio di un rapporto mensile contenente i problemi riscontrati durante l'uso. I seicento collaudatori percorsero, fra tutti, sei milioni di chilometri. 
Intorno al 1943 fu pubblicato un manuale d'istruzioni, da cui si evince che il mezzo non aveva ancora il suo nome definitivo, ma era chiamato "bicicletta a motore Solex". Comunque, entro il 1946, il ciclomotore avrebbe assunto il suo nome definitivo di "Velosolex" (sincrasi tra vélocipède e Solex).

### La gestione Solex

#### Gli inizi
Il 1º maggio 1946 fu fondata la Societé Industrielle de Fabrication pour l'Automobile et le Cycle (S.I.F.A.C.), con lo scopo di "costruzione e vendita di biciclette a motore ausiliario denominate 'Velosolex'". Gli stabilimenti, ubicati in Boulevard de Verdun, 68 a Courbevoie, inizialmente furono utilizzati solo per l'assemblaggio dei Velosolex, i cui motori erano costruiti a Neuilly-sur-Seine, presso la Solex, e i cui telai erano dati in appalto a ditte esterne. In seguito tutta la fabbricazione fu concentrata a Courbevoie. La produzione, a metà del 1946, era pari a quindici esemplari al giorno. Per abbattere al massimo i costi il Velosolex era prodotto solo in nero e in un'unica versione, senza accessori.
Le sue caratteristiche di economicità, nel prezzo (nel 1947 un Velosolex costava 19 418 franchi, pari a circa 1070 euro del 2015) e nel consumo (il consumo dichiarato era di un litro di miscela per 100 chilometri) rappresentavano un indubbio vantaggio nell'Europa del dopoguerra. Le vendite crebbero regolarmente e tranquillamente, seguite da un costante sviluppo tecnico (anche su parti del tutto secondarie, come lo sperone per grattare via lo sporco dal rullo) e anche aiutate da fattori contingenti, quali la crisi di Suez, che causò in Francia il razionamento della benzina dal novembre 1956 al luglio 1957, e l'innalzamento del 1957, sempre in Francia, della tassazione su tutti i motocicli sopra i 50 cm³ di cilindrata.

#### La concorrenza del VéloVap
Nel 1958 la Societé d'Études de Vélos à Moteur Auxiliaires (S.E.V.M.A.), che raccoglieva alcuni fabbricanti francesi, presentò al Salone di Parigi il VéloVap, bicicletta a motore d'impostazione praticamente identica al Velosolex, ma dotata di una frizione automatica e di un freno a tamburo posteriore. Il VéloVap aveva una potenza di 1 CV, quasi il doppio degli 0,556 CV del Velosolex 1400. Anche in futuro, nessun Velosolex a trazione anteriore avrebbe mai raggiunto il cavallo vapore di potenza. La superiorità tecnica del VéloVap era palese, ma il suo prezzo era di molto superiore al suo concorrente (45 900 franchi, 752 euro del 2015, contro 32 800 franchi, 537 euro). La S.I.F.A.C. non ebbe comunque problemi a recuperare il ritardo tecnologico, visto che delle frizioni centrifughe erano già allo studio nel 1953. Così, al Salone di Parigi del 1959, un anno dopo la presentazione del VéloVap, fece la sua prima apparizione il Velosolex 1700, a frizione automatica e dal prezzo di 34 800 franchi (570 euro del 2015), quando il suo concorrente ne costava 43 900 (720 euro). La carriera del VéloVap, dopo centomila esemplari prodotti, terminò nel 1967.

#### La crisi e i tentativi di rilancio
La crescita delle vendite, passata la minaccia S.E.V.M.A., proseguì tranquilla. Nel 1959, la produzione francese del Velosolex si concentrava in cinque stabilimenti: i tre della S.I.F.A.C. a Courbevoie (denominati "A", "B" e "C"), quello della Société Industrielle de Constructions Auxiliaire et de Finition (S.I.C.A.F.) a Saint-Pierre-des-Corps, presso Tours, e uno ad Arras, questi ultimi due utilizzati solo per l'assemblaggio. Un terzo stabilimento d'assemblaggio, la Societé d'Exploitage et de Montage Industriel (S.E.M.I.), fu installato a Mâcon nel 1969.
Nel 1964 il Velosolex visse il suo anno migliore, con 339 502 esemplari venduti. Tuttavia, dalla metà degli anni '60, le vendite cominciarono a diminuire, segno che il concetto alla base dell'invenzione di Marcel Mennesson invecchiava. Nel 1965 La S.I.F.A.C. divenne S.I.N.F.A.C., Societé Industrielle Nouvelle de Fabrication pour l'Automobile et le Cycle. Nel 1967, con 286 431 pezzi venduti, essa, con un solo modello di un unico colore a catalogo, era sempre il secondo produttore francese di ciclomotori, fra la Motobécane e la Peugeot, ma aveva perso una media di 17 000 vendite all'anno dalla fine del 1964. 
Per contrastare il calo delle vendite, si prepararono due strategie: una di reclamizzazione e una di ampliamento dell'offerta.
Un'imponente campagna pubblicitaria sui maggiori periodici e su Europe № 1 (una delle tre grandi stazioni radio private francesi del tempo) fu tenuta dal 15 marzo al 30 settembre 1968. Essa, tuttavia, ebbe la disgrazia di capitare nello stesso periodo degli eventi del maggio francese e della primavera di Praga, che vanificarono l'investimento. Nello stesso periodo della campagna finì anche il lungo sodalizio con Réné Ravo, che aveva preparato le pubblicità del Velosolex quasi dalla sua nascita, per lasciare spazio a uno stile più moderno, accompagnato da un rinnovamento dei logotipi e da un progressivo abbandono della dizione "Velosolex" in favore della più semplice e colloquiale "Solex".
L'ampliamento dell'offerta avvenne invece inizialmente con l'importazione in Francia di biciclette pieghevoli prodotte dalla Bianchi, cominciata il 1º gennaio 1968. In seguito la S.I.N.F.A.C. avrebbe prodotto biciclette per conto proprio, nel suo stabilimento di Tours. In quello stesso anno cominciò la vendita del Micron Solex, piccolo scooter con lo stesso motore dell'S3800. Le sue piccole dimensioni, però, non consentirono l'installazione di pedali, requisito per il Codice della Strada francese per rientrare nella categoria dei ciclomotori. Il Micron fu perciò classificato come velomotore e quindi richiese, per poter circolare, l'immatricolazione, il libretto di circolazione e che il guidatore fosse almeno sedicenne e patentato. Queste limitazioni, in un'epoca in cui, in Francia come in Italia, chiunque sopra i 14 anni poteva guidare un ciclomotore, senza casco né targa, stroncarono sostanzialmente la carriera del Micron, prodotto in soli quattromila esemplari durante i suoi sette anni di vita. In quello stesso anno la Velosolex si vide costretta, per la prima volta nella sua storia, ad abbassare le ore di lavoro settimanali, portandole da 50 a 45, segno che il calo della produzione cominciava a farsi vistoso.
Nel turbolento maggio 1968 fu anche lanciata la prima versione dell'S3800 di colori diversi dal nero: la "Lusso", mentre per la "Super Lusso" si dovette aspettare l'ottobre dell'anno seguente. Nello stesso 1969 fu lanciato il Flash Solex, che si distaccava completamente dalla produzione fino ad allora effettuata ed era destinato al mercato dei ciclomotori più classici, a trazione posteriore. Tuttavia, malgrado alcune innovazioni tecniche notevoli, come la trasmissione a giunto cardanico, e una buona accoglienza della stampa, i suoi problemi di affidabilità e di manutenzione non gli concessero la diffusione desiderata. Una versione migliorata, il Flash 71, uscì, come suggerisce il nome medesimo, nel 1971, sostituita alla fine dello stesso anno dal Solex 6000, sua revisione completa, anche nella carrozzeria. Ancora nel 1971, il catalogo S.I.N.F.A.C. fu ampliato dall'introduzione del Solex 5000, di dimensioni leggermente più piccole rispetto all'S3800, destinato a una clientela giovanile e perciò disponibile in quattro vivaci colori. Con l'uscita di questo nuovo modello le versioni "Lusso" e "Super Lusso" del 3800 uscirono di produzione. La caduta delle vendite dei Velosolex a rullo, marcata anche dalla chiusura dello stabilimento di Arras nel 1970, non si arrestò e nel 1973, facendo ancora più leva sul segmento dei ciclomotori di concezione tradizionale, puntando alla fascia alta, fu immesso sul mercato il Solex Ténor il cui motore non era stato realizzato internamente alla Società, bensì dalla Franco Morini. Nel 1974, alle ultime battute della vita indipendente della S.I.N.F.A.C., alcuni nuovi modelli del Ténor ricevettero motori Anker-Laura.

### La gestione Motobécane
Nel dicembre 1974 la Renault prese il controllo della S.I.N.F.A.C., acquistandone il 51% delle azioni. Poco dopo esse furono scambiate con la Motobécane e fu quest'ultima a guadagnare il controllo della sua rivale d'un tempo. Nei primi tempi la gamma Velosolex rimase nella sua interezza, ma successivamente tutti i ciclomotori che facevano direttamente concorrenza ai prodotti Motobécane furono eliminati, lasciando solo il 3800 e il 5000. 
Nel 1975 iniziò la chiusura delle fabbriche ereditate dalla proprietà originaria, cominciando, a maggio, da quella di Tours. Il 1º luglio anche i tre stabilimenti di Courbevoie subirono la stessa sorte, lasciando attive solo le officine di Mâcon. Nei giorni successivi alla chiusura gli operai dell'ormai ex stabilimento Velosolex di Courbevoie protestarono, causando anche uno sciopero di solidarietà nella città, ma senza risultati.
Il 3 ottobre 1977 la S.E.M.I. terminò l'attività, lasciando i Velosolex a essere interamente prodotti negli stabilimenti Motobécane: i motori a Rouvroy e i telai a San Quintino. Nel 1980 la produzione dei Solex 5000 fu arrestata.

### La fine
Nel 1981 la Motobécane dichiarò fallimento. Due anni dopo le finanze della società rimanevano disastrate, secondo alcune analisi anche a causa dell'acquisto della Velosolex, e la Motobécane fu costretta a chiudere la sua storica fabbrica di Pantin. La situazione non era più sostenibile e la compagnia fu sciolta e rifondata come MBK Industrie, di cui la Yamaha Motor, partendo da una quota di minoranza, avrebbe acquisito la maggioranza azionaria nel 1986. Con le vendite del Velosolex che non superavano i cinquemila esemplari annui, nell'agosto 1988 fu annunciato che la sua produzione sarebbe cessata, come avvenne il 7 novembre 1988.

## Esemplari prodotti (dal 1976 esemplari venduti) in Francia
Il numero d'esemplari prodotti è stato calcolato mediante la differenza tra numeri di serie di anni contigui, ricavati da Franck Méneret, p. 116, da (FR) Le Flash Solex, su solexmillenium.fr. per il Flash Solex e il Solex 6000 e da (FR) Le Solex 5000, su solexmillenium.fr. URL consultato il 24 novembre 2016. per il Solex 5000. Gli esemplari di Velosolex venduti dal 1976 sono stati ricavati da Franck Méneret, p. 112 e seguenti.
In blu sono gli esemplari prodotti dei Velosolex fino all'S3800 e al Micron, in arancione gli esemplari di Flash Solex e di Solex 6000, in verde di Solex 5000.

## Tecnica

### Velosolex 45 cm³

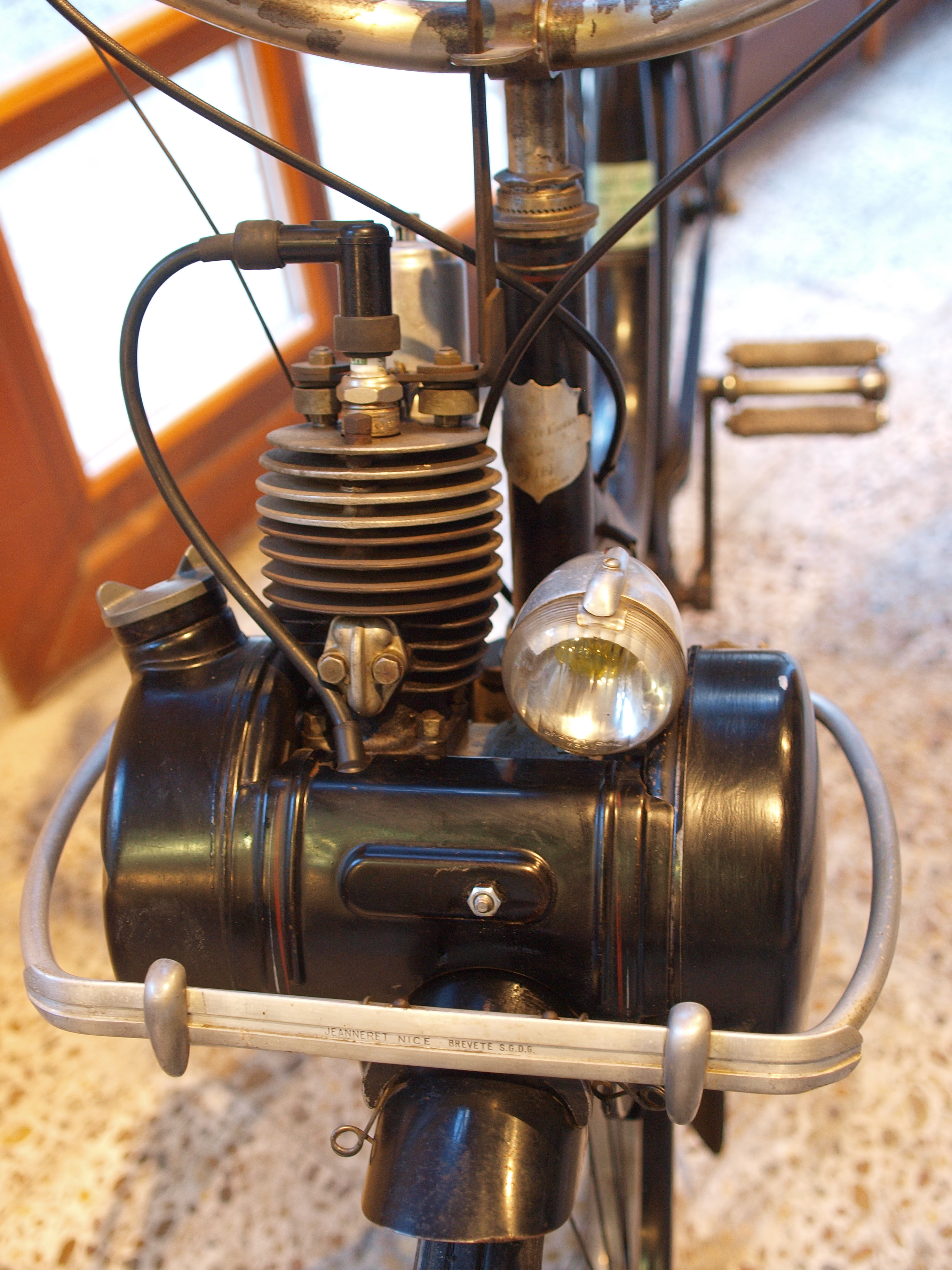
Motore di un Velosolex 45 cm³ del 1953. Sulla carenatura del motore, si legge, sebbene sbiadita, la scritta "SOLEX" dipinta. È inoltre presente un paraurti in alluminio dell'epoca, prodotto dalla Henri Jeanneret di Nizza

Il Velosolex 45 cm³ fu presentato al trentatreesimo Salone dell’automobile di Parigi nell'ottobre 1946. La numerazione della serie cominciò col № 1 000.
Descrizione
Il modello 45 cm³ si presentava come una bicicletta da donna, con grandi ruote da 650 mm. Il telaio, conformemente ai brevetti, era costituito da un unico tubo curvo, saldato alla forcella. I parafanghi erano collegati al telaio con asticelle di filo metallico. Il colore del ciclomotore era nero, ingentilito da sottili linee rosse e bianche sui parafanghi, sulla canna e sulla forcella. Le leve dei freni erano invertite, cioè il loro fulcro, anziché essere vicino all'indice della mano che le stringeva, era prossimo al mignolo.
Il motore a due tempi da 45 cm³, montato sulla ruota anteriore e di forma cilindrica, era anch'esso nero, eccetto che sulla sua parte centrale e sulla testata, di colore metallico. La trasmissione del moto avveniva attraverso un rullo di corindone di 50 mm di diametro, collegato all'albero a gomiti. Il carburatore era posto fra il cilindro e manubrio ed era sovrastato dalla campana in alluminio lucido a protezione del filtro dell'aria. Il motore poteva essere messo in contatto con lo pneumatico grazie a un sistema a molla, che si sbloccava spostando una levetta. Per fare forza, abbassando o alzando il propulsore, bisognava agire sulla campana del carburatore. Il tubo di scappamento era posto sul lato destro del Velosolex e, scendendo verso terra, formava una leggera curva. La marmitta era posta immediatamente sotto il serbatoio, vicina allo scarico del cilindro.
Modifiche
Nell'autunno 1950 al Velosolex furono aggiunti il cavalletto e un paragonna, costituito da sei molle metalliche. Nel giugno 1951 il diametro delle ruote fu portato da 650 a 600 mm. Nel settembre dello stesso anno furono introdotti i nuovi freni a pattini, dotati di una manetta per la regolazione.
Una delle prime modifiche che il Velosolex subì, nell'ottobre 1948, fu l'introduzione di un nuovo tipo di carburatore, denominato Solex 7Li che, a differenza del suo predecessore, non lasciava penetrare acqua nel motore.
Nell'autunno 1950 al Velosolex fu aggiunta una carenatura sul motore, per mascherare la pompa della benzina e il carter, dando un aspetto più elegante alla macchina. Inoltre, fu montata una nuova versione del carburatore, denominata Solex 6Li. Nello stesso periodo, quasi un anno dopo la concessione del brevetto fu modificato il sistema per mettere in contatto il rullo con lo pneumatico, rendendo l'operazione più semplice. In sostituzione del sistema a scatto fino ad allora usato, fu montata sulla testata del cilindro, a portata di mano del conducente, una leva, la cui trazione provocava anche la decompressione del motore.
Con l'introduzione nel 1951 dei nuovi cerchi da 600 mm, il diametro del rullo fu decrementato a 47,5 mm.
Il 1º ottobre 1952 fu pubblicata la nota tecnica 559, dove si riassumevano i cambiamenti che portarono all'effimero "Velosolex tipo 1953". In particolare, furono modificati la pompa della benzina, semplificando lo smontaggio del cavo della candela, e il diametro del diffusore del carburatore.
| Caratteristiche tecniche - Velosolex 45 cm³ | Caratteristiche tecniche - Velosolex 45 cm³                                              | Caratteristiche tecniche - Velosolex 45 cm³                                              | Caratteristiche tecniche - Velosolex 45 cm³                                              | Caratteristiche tecniche - Velosolex 45 cm³                                              | Caratteristiche tecniche - Velosolex 45 cm³                                              |
| Dimensioni e pesi | Dimensioni e pesi                                                                        | Dimensioni e pesi                                                                        | Dimensioni e pesi                                                                        | Dimensioni e pesi                                                                        | Dimensioni e pesi                                                                        |
| --- | ---------------------------------------------------------------------------------------- | ---------------------------------------------------------------------------------------- | ---------------------------------------------------------------------------------------- | ---------------------------------------------------------------------------------------- | ---------------------------------------------------------------------------------------- |
| Interasse: | Interasse:                                                                               | Massa a vuoto: 25-26 kg                                                                  | Massa a vuoto: 25-26 kg                                                                  | Serbatoio: 1 l                                                                           | Serbatoio: 1 l                                                                           |
| Meccanica |                                                                                          |                                                                                          |                                                                                          |                                                                                          |                                                                                          |
| Tipo motore: Monocilindrico verticale a due tempi. | Tipo motore: Monocilindrico verticale a due tempi.                                       | Tipo motore: Monocilindrico verticale a due tempi.                                       | Tipo motore: Monocilindrico verticale a due tempi.                                       | Raffreddamento: ad aria ambiente                                                         | Raffreddamento: ad aria ambiente                                                         |
| Cilindrata | 45 cm³ (Alesaggio 38 × Corsa 40 mm)                                                      | 45 cm³ (Alesaggio 38 × Corsa 40 mm)                                                      | 45 cm³ (Alesaggio 38 × Corsa 40 mm)                                                      | 45 cm³ (Alesaggio 38 × Corsa 40 mm)                                                      | 45 cm³ (Alesaggio 38 × Corsa 40 mm)                                                      |
| Distribuzione: 1 luce di travaso | Distribuzione: 1 luce di travaso                                                         | Distribuzione: 1 luce di travaso                                                         | Alimentazione: 1 carburatore Solex 7Li o 1 carburatore Solex 6Li                         | Alimentazione: 1 carburatore Solex 7Li o 1 carburatore Solex 6Li                         | Alimentazione: 1 carburatore Solex 7Li o 1 carburatore Solex 6Li                         |
| Potenza: 0,4 CV a 2000 giri/minuto | Potenza: 0,4 CV a 2000 giri/minuto                                                       | Coppia:                                                                                  | Coppia:                                                                                  | Rapporto di compressione:                                                                | Rapporto di compressione:                                                                |
| Frizione: assente | Frizione: assente                                                                        | Frizione: assente                                                                        | Cambio: assente                                                                          | Cambio: assente                                                                          | Cambio: assente                                                                          |
| Accensione | a volano magnetico e contatti platinati                                                  | a volano magnetico e contatti platinati                                                  | a volano magnetico e contatti platinati                                                  | a volano magnetico e contatti platinati                                                  | a volano magnetico e contatti platinati                                                  |
| Trasmissione | per attrito di un rullo di corindone (diametro di 50 mm o 47,5 mm) sulla ruota anteriore | per attrito di un rullo di corindone (diametro di 50 mm o 47,5 mm) sulla ruota anteriore | per attrito di un rullo di corindone (diametro di 50 mm o 47,5 mm) sulla ruota anteriore | per attrito di un rullo di corindone (diametro di 50 mm o 47,5 mm) sulla ruota anteriore | per attrito di un rullo di corindone (diametro di 50 mm o 47,5 mm) sulla ruota anteriore |
| Avviamento | a spinta                                                                                 | a spinta                                                                                 | a spinta                                                                                 | a spinta                                                                                 | a spinta                                                                                 |
| Ciclistica |                                                                                          |                                                                                          |                                                                                          |                                                                                          |                                                                                          |
| Telaio | tubo d'acciaio curvato. Altri elementi in lamiera stampata fissati con bulloni           | tubo d'acciaio curvato. Altri elementi in lamiera stampata fissati con bulloni           | tubo d'acciaio curvato. Altri elementi in lamiera stampata fissati con bulloni           | tubo d'acciaio curvato. Altri elementi in lamiera stampata fissati con bulloni           | tubo d'acciaio curvato. Altri elementi in lamiera stampata fissati con bulloni           |
| Sospensioni | Anteriore: assente / Posteriore: assente                                                 | Anteriore: assente / Posteriore: assente                                                 | Anteriore: assente / Posteriore: assente                                                 | Anteriore: assente / Posteriore: assente                                                 | Anteriore: assente / Posteriore: assente                                                 |
| Freni | Anteriore: a pattini / Posteriore: a pattini                                             | Anteriore: a pattini / Posteriore: a pattini                                             | Anteriore: a pattini / Posteriore: a pattini                                             | Anteriore: a pattini / Posteriore: a pattini                                             | Anteriore: a pattini / Posteriore: a pattini                                             |
| Pneumatici | 1½×26 (cerchi da 650) o 1¾×1½×24 (cerchi da 600)                                         | 1½×26 (cerchi da 650) o 1¾×1½×24 (cerchi da 600)                                         | 1½×26 (cerchi da 650) o 1¾×1½×24 (cerchi da 600)                                         | 1½×26 (cerchi da 650) o 1¾×1½×24 (cerchi da 600)                                         | 1½×26 (cerchi da 650) o 1¾×1½×24 (cerchi da 600)                                         |
| Prestazioni dichiarate |                                                                                          |                                                                                          |                                                                                          |                                                                                          |                                                                                          |
| Velocità massima | 28 km/h                                                                                  | 28 km/h                                                                                  | 28 km/h                                                                                  | 28 km/h                                                                                  | 28 km/h                                                                                  |
| Consumo | 1 l/100 km                                                                               | 1 l/100 km                                                                               | 1 l/100 km                                                                               | 1 l/100 km                                                                               | 1 l/100 km                                                                               |
| Fonte dei dati: Vedi note, altrimenti Franck Méneret, pp. 19-21 e (FR) Le VeloSoleX – Fonctionnement – Description – Entretien. URL consultato il 16 giugno 2016. |                                                                                          |                                                                                          |                                                                                          |                                                                                          |                                                                                          |

### Velosolex 330
Nel settembre 1953 la S.I.F.A.C. cominciò la produzione, a partire dal motore № 325 206, di un Velosolex dotato di un nuovo motore, mentre il telaio rimaneva sostanzialmente immutato. Il nuovo propulsore era chiamato "Solex tipo 330", introducendo l'abitudine di denominare i modelli con il numero approssimativo delle migliaia di esemplari prodotti, mentre il ciclomotore era stato battezzato "Velosolex tipo 1954". Quest'ultima denominazione sarebbe stata ben presto abbandonata in favore di quella di "Velosolex 330".
Descrizione
Il motore 330 aveva una cilindrata di 49 cm³ (alesaggio 39,5 mm, corsa 40 mm), nuovi carburatore e sistema di filtraggio dell'aria e un rullo di 45 mm di diametro. I cambiamenti erano volti principalmente ad aumentare le prestazioni del motore (0,540 CV a 3000 giri/minuto), ma anche a risolvere alcuni problemi pratici, riguardanti dei getti d'olio provenienti dal carburatore, e semplificare la pulitura delle luci di scarico del cilindro. A quest'ultimo scopo fu modificata la testata, inclinando la candela di 25° in avanti.
Modifiche
Le modifiche al telaio furono minime, con l'installazione di una piastra per proteggere il guidatore dallo sporco proveniente dall'assieme cilindro-scarico-carburatore. Nella prima metà del 1955 le linee decorative rosse e bianche furono sostituite da linee dorate.
Nel marzo 1954 fu modificato il sistema di decompressione per rendere più semplice la regolazione del gioco della valvola e migliorare il rendimento del motore e il portabagagli in filo metallico fu sostituito da uno in lamiera stampata. Verso la fine dello stesso anno il fanale fu spostato di posizione, passando dal montaggio laterale direttamente sul motore al montaggio sulla carenatura dello stesso, in posizione centrale. Col faro nella nuova posizione, la scritta "SOLEX", presente sulla carenatura, sarebbe diventata illeggibile e quindi fu deciso, con lievissimo anticipo rispetto all'adozione del nuovo fanale, di rimuoverla e di approntare un nuovo coperchio per il volano magnetico con la stessa scritta in corsivo.

### Velosolex 660

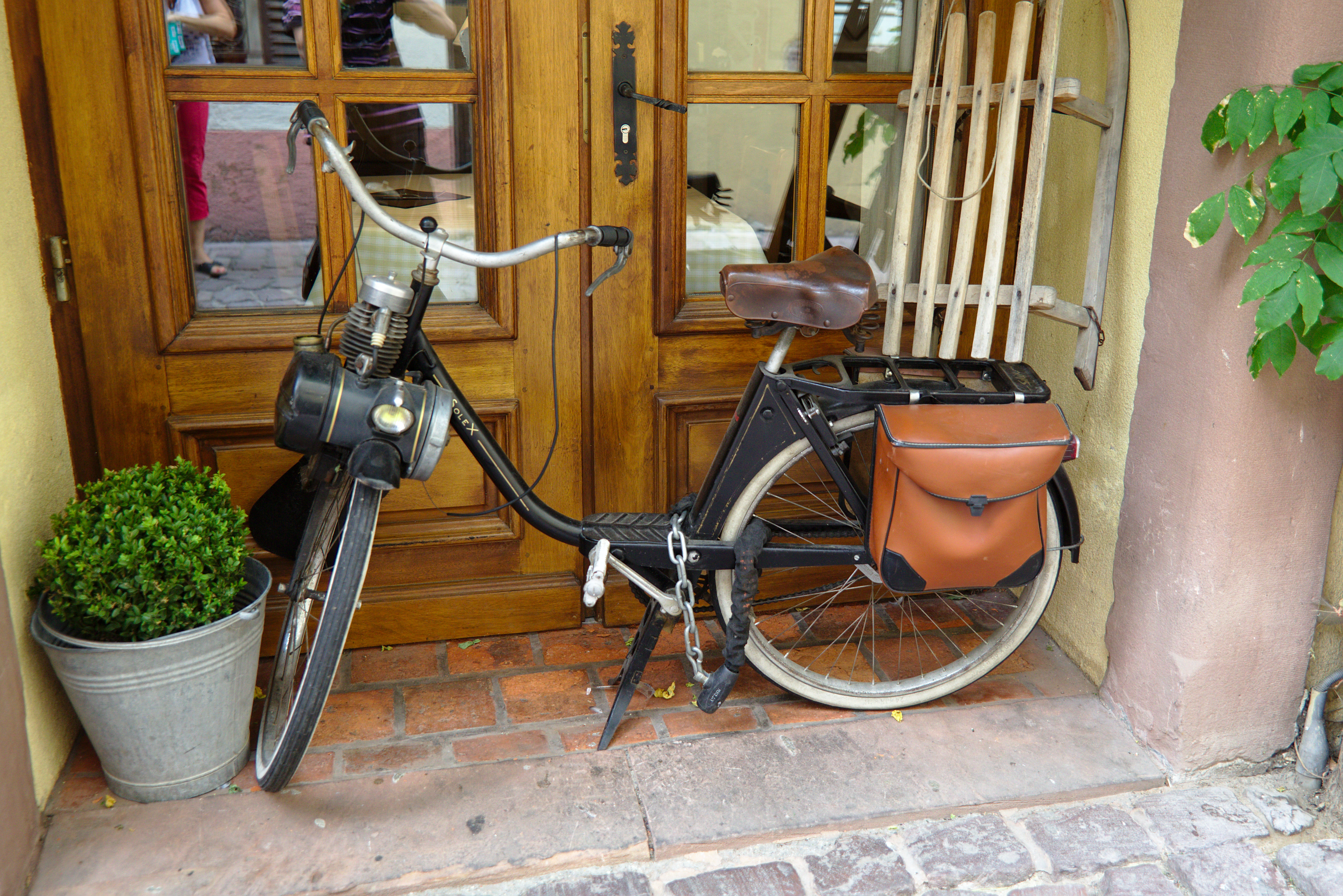
Velosolex 660, privo del tappo del serbatoio e della copertura del volano magnetico

Il Velosolex 660 fu presentato in anteprima nell'estate 1955 e ufficialmente il 6 ottobre 1955 al Salone dell’automobile di Parigi. La serie cominciò con il motore № 653 389.
Il gruppo propulsore rimaneva il Solex 330, mentre fu completamente rifatto il telaio, definito "a linea armonizzata".
Descrizione
Gli studi per il nuovo telaio, costituito da un tubo come canna e da una lamiera stampata a "U" come supporto di sella uniti al livello dei pedali con bulloni, erano cominciati già almeno nel 1952 e proseguiti negli anni successivi. La nuova costruzione del telaio prevedeva che la canna, raccordandosi col supporto della sella, diventasse orizzontale consentendo, insieme con i supporti della ruota posteriore, l'installazione di una piccola piattaforma in plastica per poggiarvi i piedi. Insieme con questa soluzione ne fu studiata anche un'altra, da applicarsi ai telai di vecchio tipo, consistente in una sbarra metallica fissata vicino ai pedali, che consentiva di bloccare i pedali e di poter riposare i piedi, ponendoli senza sforzo alla stessa altezza, uno sulla stanga e uno sul pedale sul lato a essa opposto. Comunque, a causa dell'adozione dei telai a linea armonizzata, la sbarra riposa-piedi non ebbe mai realizzazione pratica, neanche come accessorio per i telai a collo di cigno.
Modifiche
Dopo il rinnovamento, il telaio non fu più aggiornato, a parte l'installazione di un nuovo tipo di fanalino posteriore, dotato di un catarifrangente rettangolare anziché circolare.
Modifiche significative al motore si ebbero il 5 giugno 1956, con l'introduzione di masse polari più potenti sul volano magnetico e una nuova bobina per l'alimentazione delle luci. Al contempo, si procedette all'installazione di una nuova carenatura del motore, realizzata in plastica, che inglobava il fanale. Il montaggio di quest'ultimo pezzo fu effettuato per motivi di estetica, ma soprattutto per semplificare la manovra dell'interruttore dei fari e per assicurare ai contatti una migliore protezione dall'acqua.

### Velosolex 1010

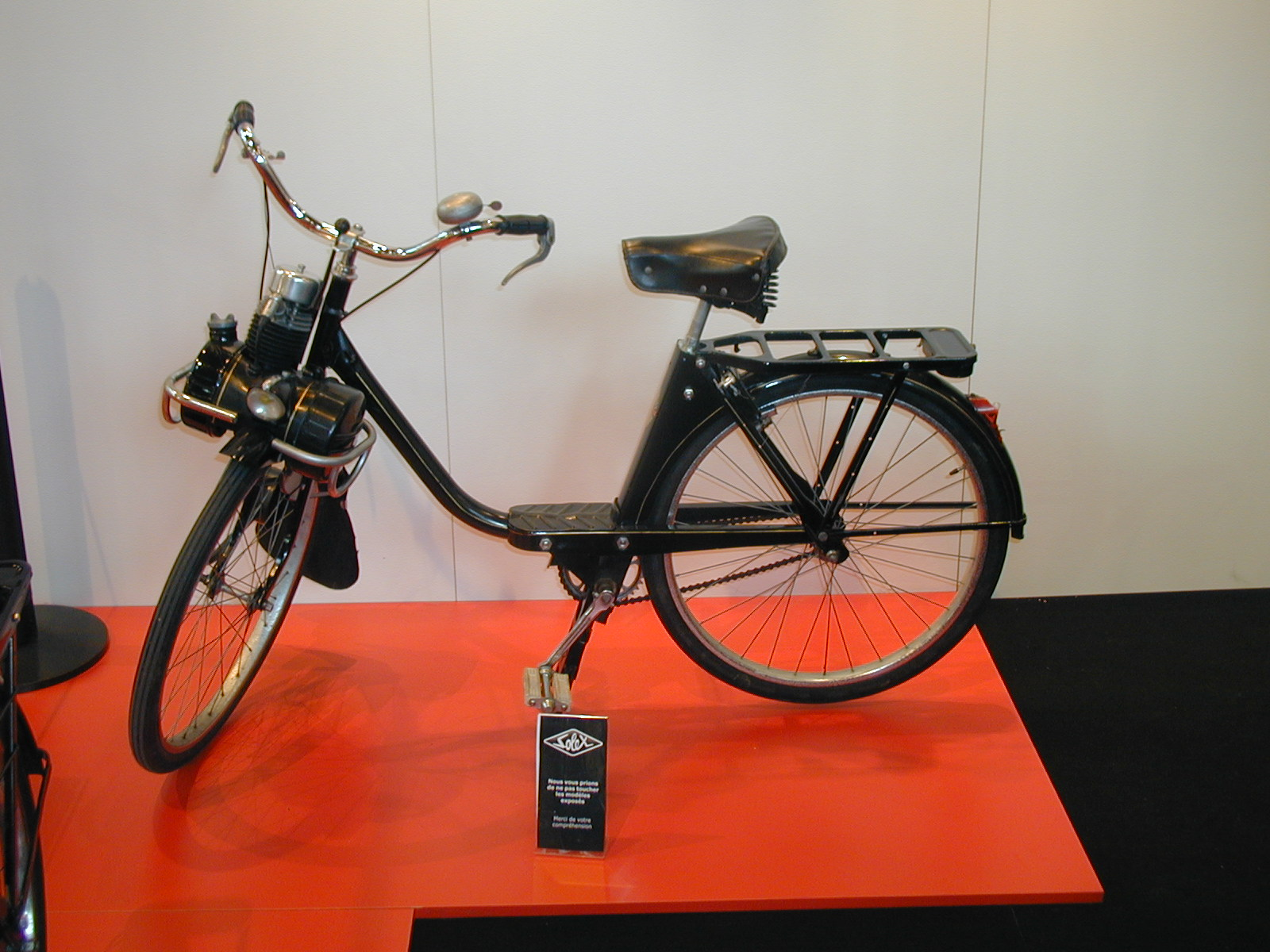
Velosolex 1010 del 1957

Il 3 aprile 1957 la S.I.F.A.C. cominciò il montaggio in serie, dal № 1 016 251, dei nuovi motori tipo 1010.
Descrizione
Il nuovo motore differiva dal Solex 330 per la parte di propulsione e carburazione. Il nuovo cilindro aveva due luci per il travaso anziché una ed esse erano ottenute completamente entro il corpo del cilindro, senza il bisogno della placca esterna lavorata per canalizzare il gas. Il pistone perse il deflettore per divenire bombato e, di conseguenza, il cielo della testata fu adeguato. Fu introdotto un nuovo carburatore, simile al suo predecessore, e un nuovo e più grande sistema di filtraggio dell'aria, con una copertura a forma di goccia. Fu rinnovato anche il tubo di scappamento, spostando la marmitta dalla sua posizione prossima allo scarico del cilindro alla nuova posizione, alla fine del parafango anteriore.
Modifiche
Non si ha notizia di modifiche di rilievo al Velosolex 1010.

### Velosolex 1400
L'8 settembre 1958, col motore № 1 394 500, cominciò il montaggio in serie del Velosolex 1400, dotato di un nuovo telaio, mentre il motore rimaneva il Solex 1010.
Descrizione
La differenza più appariscente rispetto al suo predecessore fu la riduzione, già studiata nel 1956 del diametro dei cerchioni, che fu portato a 550 mm. Contestualmente ai nuovi cerchi, si adottarono anche dei nuovi pneumatici più larghi (1¾×19) che, a detta della S.I.F.A.C., aumentavano la stabilità e il comfort di guida. Anche i freni, sempre a pattini, furono migliorati con l'aggiunta di una seconda molla per il ritorno alla posizione di riposo, risolvendo alcuni problemi di flessione e torsione che si presentavano nei vecchi tipi di freni. La piattaforma riposa piedi in plastica fu rifatta, dandole un aspetto rugoso.
Il sistema di sospensione del motore subì alcune leggere modifiche.
Modifiche
Il telaio non subì modifiche rilevanti.
Il 12 ottobre 1959 fu modificato il sistema di filtraggio dell'aria, introducendo un elemento filtrante piatto in sostituzione del precedente, di forma cilindrica. Questa modifica non mutò l'aspetto del motore.

### Velosolex 1700

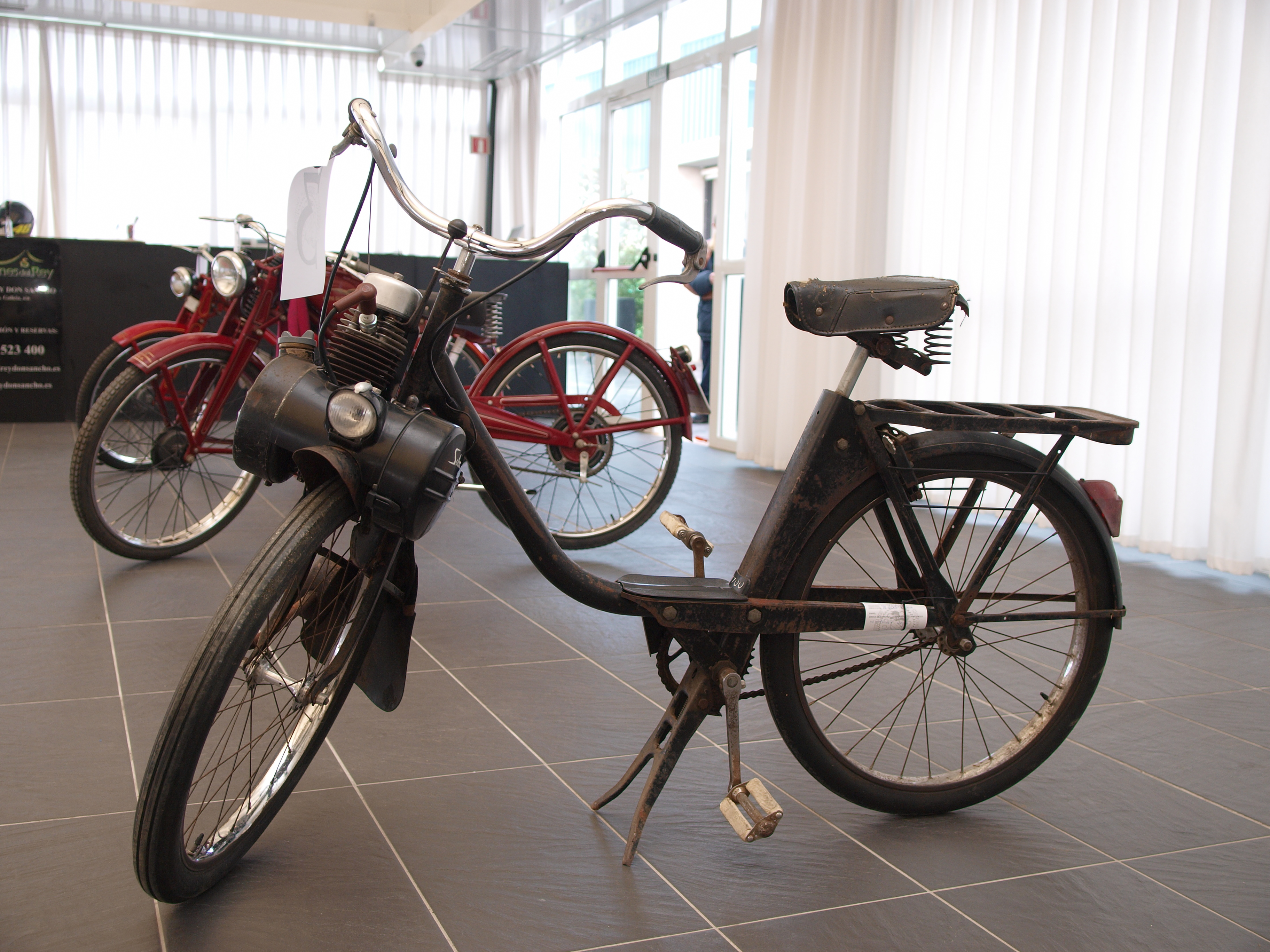
Velosolex 1700

Il Velosolex 1700 entrò in produzione il 12 ottobre 1959, partendo dal motore № 1 702 029. Il telaio rimaneva lo stesso del 1400, mentre il motore era il nuovo Solex 1700.
Descrizione
Il nuovo propulsore era dotato, come il concorrente VéloVap, di una frizione automatica centrifuga a doppio effetto, denominata, per questo motivo, "compound". Studi su una frizione da applicarsi al Velosolex erano già in corso dal 1953 e alla data d'inizio della produzione del modello 1700 erano già stati depositati quattro brevetti al riguardo. L'unico cambiamento chiaramente visibile che l'adozione della frizione comportò, riguardò il coperchio del volano magnetico. Giacché il motore poteva girare senza far muovere la macchina, si rendeva necessaria l'adozione di un sistema di raffreddamento per evitare surriscaldamenti dopo lunghe soste in folle. A tale scopo, sul volano furono apposte delle alette per farlo funzionare come una turbina e una coclea fu ricavata dalla sua copertura, forandola al centro per farvi entrare aria e dotandola, nella parte superiore, di un convogliatore che inviava il getto sul cilindro e sulla testata. L'adozione della frizione portò a un allargamento del gruppo motore di 4 cm e dell'albero a gomiti di 3. La capacità del serbatoio fu portata a 1,4 l e sul suo fianco fu applicata la scritta "Solex" in corsivo. Tra il carter del motore e lo statore del volano magnetico fu montato un supporto, destinato ad accogliere l'assieme solidale rullo-tamburo della frizione. Un'ultima modifica, meno rilevante ma comunque degna di menzione, fu l'installazione della nuova leva per sollevare il motore e il contestuale abbandono del sistema di articolazione che attivava la valvola di decompressione quando il motore era agganciato al manubrio.
Modifiche
L'unica modifica che ricevette il telaio fu l'installazione di un nuovo manubrio, che consentiva il montaggio del comando del gas e della decompressione indifferentemente a destra o a sinistra.
Negli anni seguenti l'uscita, la frizione fu oggetto di correzioni, in particolare al livello delle molle di richiamo
. Intorno all'ottobre 1960 fu installato un nuovo sistema di frizione, sempre centrifugo, con molle meno elastiche, contrappesi più pesanti e ferodi spessi 5 mm in luogo dei 4 mm originari. Per accogliere questo nuovo meccanismo il diametro del tamburo solidale al rullo passò da 83 a 85 mm. Sempre durante l'ottobre 1960 furono adottati un nuovo cilindro, "con le luci di travaso provenienti direttamente di fonderia, senza nessuna lavorazione", e un nuovo pistone, con tre fasce elastiche in luogo delle precedenti due. Negli ultimi mesi di produzione il meccanismo di frizione fu modificato nuovamente ed ebbe i ferodi fissati mediante incollatura a caldo, anziché per semplice posizionamento in sede. Negli ultimi ventimila motori 1700 prodotti furono montati i nuovi cilindri che avrebbero equipaggiato i nuovi Velosolex S2200, con la luce d'entrata di 7 mm di diametro.

### Velosolex S2200

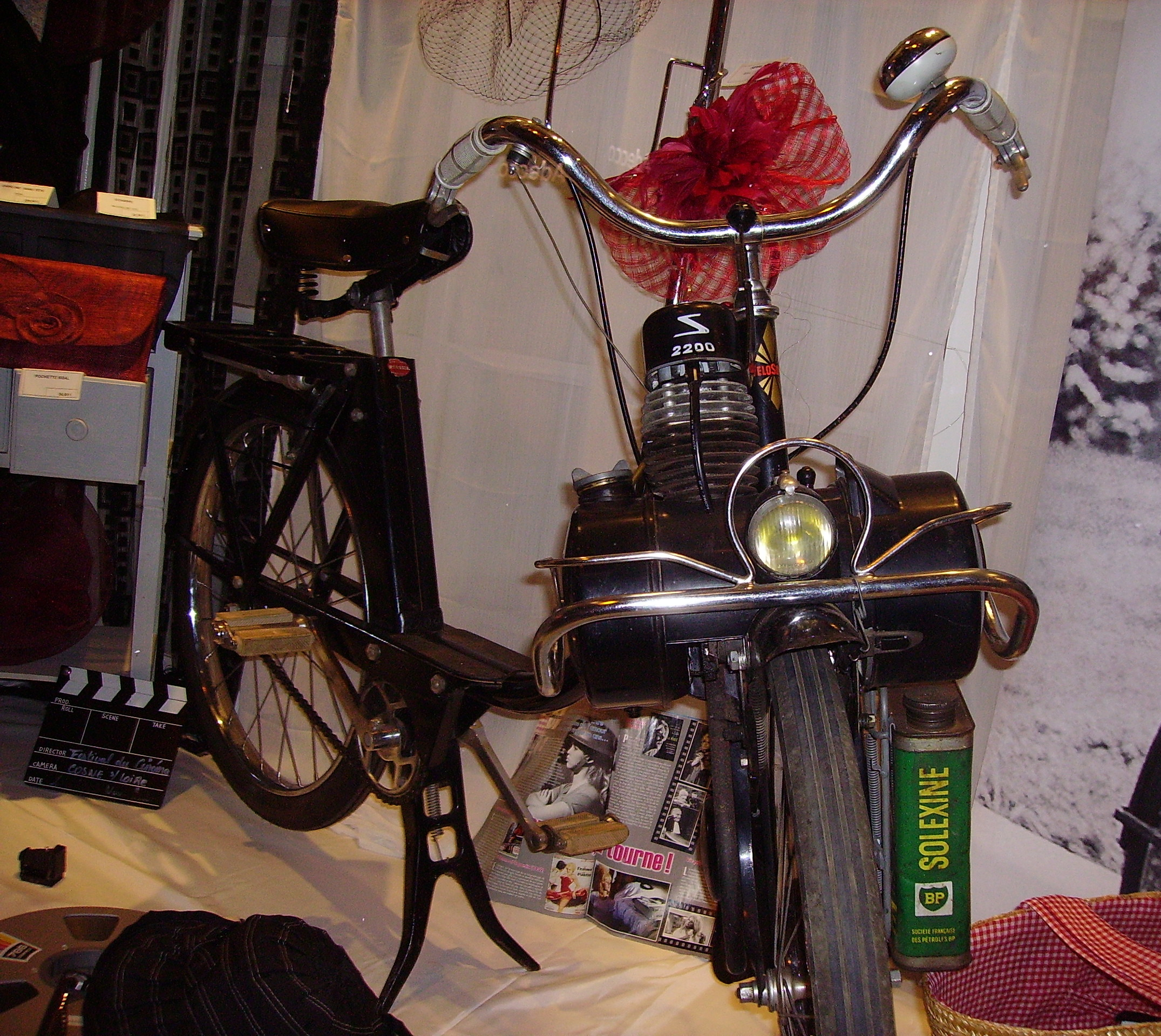
Velosolex S2200, dotato dell'accessorio per portare il bidone di Solexine, del bidone stesso e del paraurti per il motore

Nel giugno 1961 cominciò la produzione del Velosolex S2200, partendo dal motore № 2 202 001. Il Velosolex S2200 condivideva con il suo predecessore (e quindi anche col Velosolex 1400) il telaio, mentre il motore era il nuovo Solex 2200.
Descrizione
La differenza più appariscente col vecchio modello era l'introduzione del sistema contro i disturbi alle trasmissioni radiofoniche e televisive. Per il montaggio di questo apparato (il cui brevetto era già stato depositato il 10 novembre 1960) fu modificata la testata, introducendo nuovamente il montaggio verticale della candela. Il nuovo corpo in alluminio del filtro dell'aria poteva così ricoprire completamente la candela. La candela diveniva quindi invisibile, "blindata" dal filtro dell'aria, che intanto aveva anche ricevuto una nuova copertura in acciaio tinta di nero con l'iscrizione "S 2200". Completava il sistema antidisturbo il nuovo cavo schermato per l'alta tensione, costituito da un'anima di cotone rivestita di grafite. In virtù del nuovo cilindro, montato poco prima dell'inizio ufficiale della produzione del motore 2200 , la potenza del motore fu portata da 0,5 a 0,7 CV, con un aumento anche della coppia del motore ai bassi regimi. Da quest'aumento della coppia il motore ricevette l'attributo di "surcouplé", donde la "S" nel nome del modello.
Modifiche
Il telaio non subì particolari migliorie, a parte, nel febbraio 1964, l'introduzione di una nuova forcella dove i supporti per il motore, anziché essere saldati successivamente, erano realizzati durante lo stampaggio nella forcella stessa. Questa realizzazione poneva fine ai problemi di rottura della saldatura che i precedenti supporti soffrivano.
A cavallo tra il settembre e l'ottobre 1962 i Velosolex furono dotati di un nuovo sistema di controllo del gas, accoppiato alla leva del freno anteriore. Questo nuovo sistema, brevettato, detto "comando sincronizzato", semplificava ulteriormente la guida del Velosolex, riunendo in un unico comando la decelerazione e la frenata. Nell'ottobre 1962 le bronzine di testa e di piede della biella furono sostituite da cuscinetti ad aghi. Nel febbraio 1962 fu semplificato il sistema di decompressione. Nel luglio 1964 il comando sincronizzato subì un ulteriore mutamento, con l'introduzione di una rotella in nylon su cui il filo del freno doveva essere avvolto, prima di essere serrato per comandare la valvola del gas.
| Caratteristiche tecniche - Velosolex S 2200                                                                     | Caratteristiche tecniche - Velosolex S 2200                                    | Caratteristiche tecniche - Velosolex S 2200                                    | Caratteristiche tecniche - Velosolex S 2200                                    | Caratteristiche tecniche - Velosolex S 2200                                    | Caratteristiche tecniche - Velosolex S 2200                                    |
| Dimensioni e pesi                                                                                               | Dimensioni e pesi                                                              | Dimensioni e pesi                                                              | Dimensioni e pesi                                                              | Dimensioni e pesi                                                              | Dimensioni e pesi                                                              |
| --- | ------------------------------------------------------------------------------ | ------------------------------------------------------------------------------ | ------------------------------------------------------------------------------ | ------------------------------------------------------------------------------ | ------------------------------------------------------------------------------ |
| Ingombri (lungh.×largh.×alt.)                                                                                   | 1600 × 550 × ? mm                                                              | 1600 × 550 × ? mm                                                              | 1600 × 550 × ? mm                                                              | 1600 × 550 × ? mm                                                              | 1600 × 550 × ? mm                                                              |
| Interasse: | Interasse:                                                                     | Massa a vuoto: 28,200 kg                                                       | Massa a vuoto: 28,200 kg                                                       | Serbatoio: 1,400 l                                                             | Serbatoio: 1,400 l                                                             |
| Meccanica |                                                                                |                                                                                |                                                                                |                                                                                |                                                                                |
| Tipo motore: Monocilindrico verticale a due tempi.                                                              | Tipo motore: Monocilindrico verticale a due tempi.                             | Tipo motore: Monocilindrico verticale a due tempi.                             | Tipo motore: Monocilindrico verticale a due tempi.                             | Raffreddamento: ad aria forzata                                                | Raffreddamento: ad aria forzata                                                |
| Cilindrata | 49 cm³ (Alesaggio 39,5 × Corsa 40 mm)                                          | 49 cm³ (Alesaggio 39,5 × Corsa 40 mm)                                          | 49 cm³ (Alesaggio 39,5 × Corsa 40 mm)                                          | 49 cm³ (Alesaggio 39,5 × Corsa 40 mm)                                          | 49 cm³ (Alesaggio 39,5 × Corsa 40 mm)                                          |
| Distribuzione: 2 luci di travaso                                                                                | Distribuzione: 2 luci di travaso                                               | Distribuzione: 2 luci di travaso                                               | Alimentazione: 1 carburatore Solex 6,5Li                                       | Alimentazione: 1 carburatore Solex 6,5Li                                       | Alimentazione: 1 carburatore Solex 6,5Li                                       |
| Potenza: 0,700 CV a 2800 giri/minuto                                                                            | Potenza: 0,700 CV a 2800 giri/minuto                                           | Coppia: 2,25 N m a 1500 giri/minuto                                            | Coppia: 2,25 N m a 1500 giri/minuto                                            | Rapporto di compressione: 8,2                                                  | Rapporto di compressione: 8,2                                                  |
| Frizione: automatica centrifuga                                                                                 | Frizione: automatica centrifuga                                                | Frizione: automatica centrifuga                                                | Cambio: assente                                                                | Cambio: assente                                                                | Cambio: assente                                                                |
| Accensione | a volano magnetico e contatti platinati                                        | a volano magnetico e contatti platinati                                        | a volano magnetico e contatti platinati                                        | a volano magnetico e contatti platinati                                        | a volano magnetico e contatti platinati                                        |
| Trasmissione | per attrito di un rullo di corindone (diametro di 45 mm) sulla ruota anteriore | per attrito di un rullo di corindone (diametro di 45 mm) sulla ruota anteriore | per attrito di un rullo di corindone (diametro di 45 mm) sulla ruota anteriore | per attrito di un rullo di corindone (diametro di 45 mm) sulla ruota anteriore | per attrito di un rullo di corindone (diametro di 45 mm) sulla ruota anteriore |
| Avviamento | a spinta                                                                       | a spinta                                                                       | a spinta                                                                       | a spinta                                                                       | a spinta                                                                       |
| Ciclistica |                                                                                |                                                                                |                                                                                |                                                                                |                                                                                |
| Telaio | tubo d'acciaio curvato. Altri elementi in lamiera stampata fissati con bulloni | tubo d'acciaio curvato. Altri elementi in lamiera stampata fissati con bulloni | tubo d'acciaio curvato. Altri elementi in lamiera stampata fissati con bulloni | tubo d'acciaio curvato. Altri elementi in lamiera stampata fissati con bulloni | tubo d'acciaio curvato. Altri elementi in lamiera stampata fissati con bulloni |
| Sospensioni | Anteriore: assente / Posteriore: assente                                       | Anteriore: assente / Posteriore: assente                                       | Anteriore: assente / Posteriore: assente                                       | Anteriore: assente / Posteriore: assente                                       | Anteriore: assente / Posteriore: assente                                       |
| Freni | Anteriore: a pattini / Posteriore: a pattini                                   | Anteriore: a pattini / Posteriore: a pattini                                   | Anteriore: a pattini / Posteriore: a pattini                                   | Anteriore: a pattini / Posteriore: a pattini                                   | Anteriore: a pattini / Posteriore: a pattini                                   |
| Pneumatici | 1¾×19                                                                          | 1¾×19                                                                          | 1¾×19                                                                          | 1¾×19                                                                          | 1¾×19                                                                          |
| Prestazioni dichiarate                                                                                          |                                                                                |                                                                                |                                                                                |                                                                                |                                                                                |
| Velocità massima                                                                                                | 30 km/h                                                                        | 30 km/h                                                                        | 30 km/h                                                                        | 30 km/h                                                                        | 30 km/h                                                                        |
| Consumo | 1,4 l/100 km                                                                   | 1,4 l/100 km                                                                   | 1,4 l/100 km                                                                   | 1,4 l/100 km                                                                   | 1,4 l/100 km                                                                   |
| Fonte dei dati: (FR) Notice descriptive (JPG), su documatheque.galet.free.fr. URL consultato il 18 giugno 2016. |                                                                                |                                                                                |                                                                                |                                                                                |                                                                                |

### Velosolex S3300
Nel settembre 1964 cominciò la produzione del Velosolex S3300, partendo dal motore № 3 283 293. Il nuovo modello aveva un telaio completamente rinnovato, mentre il motore rimaneva il Solex 2200, a meno di alcune modifiche al sistema di alimentazione.
Descrizione
Il nuovo telaio, con una linea più moderna e squadrata, era già stato brevettato nel 1962. Esso, abbandonando completamente la linea armonizzata del 1955, aveva una canna dritta, in lamiera stampata e saldata, a sezione quadrata, che si raccordava con il supporto della sella formando un angolo. La giunzione fu inoltre rinforzata con una lamiera stampata. La ruota posteriore, in luogo del freno a pattini, ricevette un freno a tamburo di 70 mm di diametro (marca Leleu). Contestualmente all'adozione del freno a tamburo fu installata una levetta brevettata sul paracatena che consentiva di regolare la tensione del cavo del freno e quindi l'efficacia della frenata. Per aumentare la comodità di guida fu montato un nuovo tipo di sella, più largo e con un'unica molla di supporto. Anche la sella fu declinata in due versioni, diverse per modalità costruttiva, una di marca Pryma-Transat e una di marca Brown.
Il motore del Velosolex S3300 ricevette un serbatoio da 1,45 l. La presa d'aria del serbatoio fu pure modificata, ottenendola, anziché da un foro praticato nel tappo del serbatoio, dal tubo di ritorno del troppo pieno del carburatore. Il nuovo sistema, brevettato, consentì di evitare i problemi d'intasamento che si avevano col foro sul tappo. Inoltre, per costruzione del carburatore, l'aria ambiente che entrava nel serbatoio passava prima dal filtro dell'aria, riducendo i corpi estranei in sospensione nel carburante. Il sistema di filtraggio del carburante fu pure modificato, privando la pompa del suo filtro e introducendone uno nel condotto d'entrata del carburatore. I tubi per il circuito di entrata e di uscita dalla pompa erano realizzati in "rilsan" (una materia plastica). La carenatura fanale del motore fu rinnovata, modificando la forma dell'ottica del faro, che divenne rettangolare. Sulla superficie piana che la nuova ottica creò sulla carenatura fu praticata in rilievo l'iscrizione col nome del modello, che abbandonò il coperchio del filtro dell'aria, divenuto completamente nero.
Modifiche
In un periodo non meglio precisabile dopo l'uscita l'S3300 fu dotato di un nuovo freno a tamburo di 83 mm di diametro (marca Maillard).
A cavallo tra il novembre e il dicembre 1964 i tubi della pompa della benzina, come era stato annunciato all'uscita del Velosolex S3300 stesso, ritornarono ad essere realizzati in metallo. Dalla nota tecnica 696-A del 23 dicembre 1965, si ha notizia del montaggio di rulli di 42 mm di diametro, in luogo di quelli di 45 mm.
| Caratteristiche tecniche - Velosolex S 3300 | Caratteristiche tecniche - Velosolex S 3300                                                           | Caratteristiche tecniche - Velosolex S 3300                                                           | Caratteristiche tecniche - Velosolex S 3300                                                           | Caratteristiche tecniche - Velosolex S 3300                                                           | Caratteristiche tecniche - Velosolex S 3300                                                           |
| Dimensioni e pesi | Dimensioni e pesi                                                                                     | Dimensioni e pesi                                                                                     | Dimensioni e pesi                                                                                     | Dimensioni e pesi                                                                                     | Dimensioni e pesi                                                                                     |
| --- | --- | --- | --- | --- | --- |
| Ingombri (lungh.×largh.×alt.) | 1610 × 570 × ? mm                                                                                     | 1610 × 570 × ? mm                                                                                     | 1610 × 570 × ? mm                                                                                     | 1610 × 570 × ? mm                                                                                     | 1610 × 570 × ? mm                                                                                     |
| Interasse: | Interasse:                                                                                            | Massa a vuoto: 28,350 kg                                                                              | Massa a vuoto: 28,350 kg                                                                              | Serbatoio: 1,400 l                                                                                    | Serbatoio: 1,400 l                                                                                    |
| Meccanica | | | | | |
| Tipo motore: Monocilindrico verticale a due tempi. | Tipo motore: Monocilindrico verticale a due tempi.                                                    | Tipo motore: Monocilindrico verticale a due tempi.                                                    | Tipo motore: Monocilindrico verticale a due tempi.                                                    | Raffreddamento: ad aria forzata                                                                       | Raffreddamento: ad aria forzata                                                                       |
| Cilindrata | 49 cm³ (Alesaggio 39,5 × Corsa 40 mm)                                                                 | 49 cm³ (Alesaggio 39,5 × Corsa 40 mm)                                                                 | 49 cm³ (Alesaggio 39,5 × Corsa 40 mm)                                                                 | 49 cm³ (Alesaggio 39,5 × Corsa 40 mm)                                                                 | 49 cm³ (Alesaggio 39,5 × Corsa 40 mm)                                                                 |
| Distribuzione: 2 luci di travaso | Distribuzione: 2 luci di travaso                                                                      | Distribuzione: 2 luci di travaso                                                                      | Alimentazione: 1 carburatore Solex 6,5Li                                                              | Alimentazione: 1 carburatore Solex 6,5Li                                                              | Alimentazione: 1 carburatore Solex 6,5Li                                                              |
| Potenza: 0,700 CV a 2800 giri/minuto | Potenza: 0,700 CV a 2800 giri/minuto                                                                  | Coppia: 2,25 N m a 1500 giri/minuto                                                                   | Coppia: 2,25 N m a 1500 giri/minuto                                                                   | Rapporto di compressione: 8,2                                                                         | Rapporto di compressione: 8,2                                                                         |
| Frizione: automatica centrifuga | Frizione: automatica centrifuga                                                                       | Frizione: automatica centrifuga                                                                       | Cambio: assente                                                                                       | Cambio: assente                                                                                       | Cambio: assente                                                                                       |
| Accensione | a volano magnetico e contatti platinati                                                               | a volano magnetico e contatti platinati                                                               | a volano magnetico e contatti platinati                                                               | a volano magnetico e contatti platinati                                                               | a volano magnetico e contatti platinati                                                               |
| Trasmissione | per attrito di un rullo di corindone (diametro di 45 mm) sulla ruota anteriore                        | per attrito di un rullo di corindone (diametro di 45 mm) sulla ruota anteriore                        | per attrito di un rullo di corindone (diametro di 45 mm) sulla ruota anteriore                        | per attrito di un rullo di corindone (diametro di 45 mm) sulla ruota anteriore                        | per attrito di un rullo di corindone (diametro di 45 mm) sulla ruota anteriore                        |
| Avviamento | a spinta                                                                                              | a spinta                                                                                              | a spinta                                                                                              | a spinta                                                                                              | a spinta                                                                                              |
| Ciclistica | | | | | |
| Telaio | lamiera d'acciaio stampata a sezione quadrata. Altri elementi in lamiera stampata fissati con bulloni | lamiera d'acciaio stampata a sezione quadrata. Altri elementi in lamiera stampata fissati con bulloni | lamiera d'acciaio stampata a sezione quadrata. Altri elementi in lamiera stampata fissati con bulloni | lamiera d'acciaio stampata a sezione quadrata. Altri elementi in lamiera stampata fissati con bulloni | lamiera d'acciaio stampata a sezione quadrata. Altri elementi in lamiera stampata fissati con bulloni |
| Sospensioni | Anteriore: assente / Posteriore: assente                                                              | Anteriore: assente / Posteriore: assente                                                              | Anteriore: assente / Posteriore: assente                                                              | Anteriore: assente / Posteriore: assente                                                              | Anteriore: assente / Posteriore: assente                                                              |
| Freni | Anteriore: a pattini / Posteriore: a tamburo (diametro di 70 od 83 mm)                                | Anteriore: a pattini / Posteriore: a tamburo (diametro di 70 od 83 mm)                                | Anteriore: a pattini / Posteriore: a tamburo (diametro di 70 od 83 mm)                                | Anteriore: a pattini / Posteriore: a tamburo (diametro di 70 od 83 mm)                                | Anteriore: a pattini / Posteriore: a tamburo (diametro di 70 od 83 mm)                                |
| Pneumatici | 1¾×19                                                                                                 | 1¾×19                                                                                                 | 1¾×19                                                                                                 | 1¾×19                                                                                                 | 1¾×19                                                                                                 |
| Prestazioni dichiarate | | | | | |
| Velocità massima | 30 km/h                                                                                               | 30 km/h                                                                                               | 30 km/h                                                                                               | 30 km/h                                                                                               | 30 km/h                                                                                               |
| Consumo | 1,4 l/100 km                                                                                          | 1,4 l/100 km                                                                                          | 1,4 l/100 km                                                                                          | 1,4 l/100 km                                                                                          | 1,4 l/100 km                                                                                          |
| Fonte dei dati: (FR) Procès-verbal de reception du prototype: cyclomoteur Velosolex S.3300 — Notice descriptive (JPG), su documatheque.galet.free.fr. URL consultato il 16 giugno 2016. | | | | | |

### Velosolex S3800

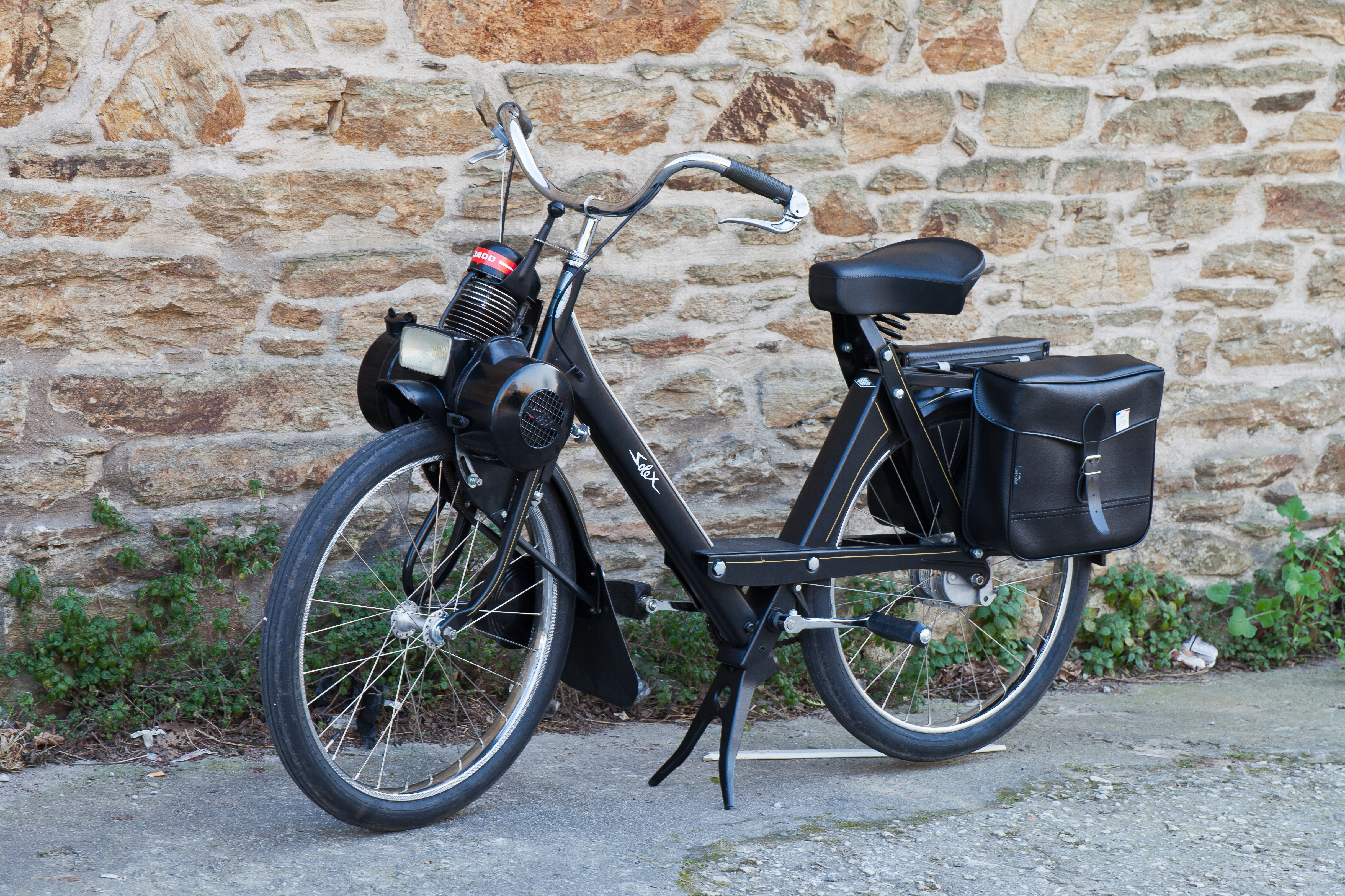
Velosolex S3800 con manopola per il gas

Non c'è certezza sulla data d'inizio della produzione dell'S3800, ma si può evincere dal verbale di ricevimento del prototipo, datato 14 marzo 1966, che la S.I.N.F.A.C. fosse già in grado di produrne, magari in quantità limitata, già al febbraio-marzo 1966. La vendita al pubblico, comunque, cominciò il 1º settembre 1966, quando il nuovo modello prese ufficialmente il nome di "Velosolex S3800". 
La serie cominciò con il motore № 3 800 000 e cambiò sistema di numerazione nel 1976, partendo dal № 9 000 000. Intorno al 1978 la numerazione cambiò ancora, riciclando numeri di serie intorno ai tre-quattro milioni. Il nuovo modello possedeva il nuovo motore Solex 3800, conservando il telaio del Velosolex S3300, con i parafanghi allargati.
La sua produzione in Francia terminò il 7 novembre 1988.
Descrizione
Esteticamente, differiva dal suo predecessore per un'etichetta in plastica rossa con l'iscrizione "3800", sul coperchio del filtro dell'aria e per la scritta "S3800" sulla carenatura-faro. Per quel che riguarda la tecnica, il rullo aveva un diametro di 42 mm che consentiva una "migliore attitudine in salita" (principale pregio e argomento di pubblicità dell'S3800), supportato, anziché dai cuscinetti a sfera, da bronzine. Anche il cilindro fu migliorato, portando il diametro della luce d'entrata da 7 a 8 mm e innalzando la potenza del motore di 0,1 CV. Il serbatoio in metallo fu finalmente sostituito, come già annunciato, da uno in nylon.
Modifiche
Nel maggio 1968, il Velosolex, per la prima volta nella sua storia, fu prodotto anche in colori diversi dal nero. I modelli "Lusso", erano disponibili in rosso o blu, mentre il "Super Lusso" era bianco. Comunque, a parte le modifiche estetiche e il prezzo, erano identici all'S3800 normale. L'uscita del Solex 5000, declinato in quattro colori, decise la fine degli S3800 "Lusso" e "Super Lusso". L'uscita del 5000 fece anche sì che i due modelli, piuttosto simili, cominciassero a condividere alcune parti, prima fra tutte il freno a tamburo posteriore, già nel 1971. Negli anni a seguire, anche sotto la gestione Motobécane, furono condivise alcune parti minori, quali dadi, bulloni e lo schermo del cilindro, eliminando gli omologhi particolari all'S3800. Nel marzo 1973 fu modificato il sistema per tendere il filo di comando del freno posteriore, abbandonando il sistema a levetta brevettato. Nell'anno successivo il diametro del tamburo del freno passò da 83 a 80 mm e i filetti dorati che decoravano i parafanghi scomparvero.
Nei primi due anni di gestione Motobécane il Velosolex non subì notevoli modifiche, ma in seguito cominciarono gli sforzi di standardizzare la produzione, equipaggiando la gamma Velosolex di pezzi già utilizzati sugli altri ciclomotori Motobécane. Fra le prime parti normalizzate vi fu il fanalino posteriore, montato dall'ottobre 1976. Nel 1986 furono abbandonate le caratteristiche leve dei freni invertite in alluminio, per sostituirle con delle ordinarie leve dritte nere.
Nel 1986 la leva per alzare il motore fu sostituita da una predisposta per il comando di decompressione a sinistra anziché, com'era sempre stato, a destra. Nello stesso anno l'S3800 ritornò ad essere disponibile in colori diversi dal nero, come nel 1969; le tinte utilizzate erano le stesse delle Mobylettes coeve. Sui fianchi del Velosolex S3800 furono inoltre applicati quattro catarifrangenti.
Nel luglio 1966, per semplificare la manutenzione e la costruzione del carburatore, fu introdotto un nuovo filtro della benzina, che assolveva anche le funzioni della colonnetta per la presa d'aria, precedentemente realizzata in ottone e solidale al corpo del carburatore. Nel maggio 1968 fu introdotta la manopola per il gas, che affiancò, ma non sostituì, il comando sincronizzato al freno (la possibilità d'introdurre una manopola per il gas di tipo motociclistico era già stata ventilata intorno al 1950, ma non si era andati oltre il deposito di due brevetti al riguardo). Nel giugno 1973 fu montato un nuovo meccanismo di frizione, detto a "semplice effetto" di costruzione più economica. Questo nuovo tipo di frizione, già montato per prova su alcuni S3800 nel 1972 fu abbandonato circa due mesi dopo la sua introduzione, ritornando alla frizione compound. Sempre nel 1973 l'etichetta rossa applicata sul filtro dell'aria, che distingueva nettamente il 3800 dagli altri Velosolex, fu rimossa.
Nel 1974, ultimo cambiamento di rilievo sotto la gestione S.I.N.F.A.C., il cilindro e il pistone furono modificati: la luce d'entrata del cilindro fu allargata di 0,5 mm, la luce di scarico fu a sua volta allargata e cambiarono le luci di travaso, che passarono dalla realizzazione a tunnel a quella scavata. Al pistone fu accorciato il mantello. Le migliorie prettamente tecniche durevoli al motore terminarono con la proprietà Solex. Il 23 marzo 1975 i concessionari furono informati sull'introduzione dell'accensione elettronica sul modello S3800. Questa modifica non era nuova negli ambienti della Motobécane, che montava sui suoi prodotti sistemi simili già negli anni '60, né della vecchia gestione Solex, che dalla metà degli anni '50 aveva brevettato, ma mai installato, apparati alternativi ai delicati contatti platinati, generalmente basati sul principio del replenisher. Il livello sperimentale della modifica si deduce dal fatto che, in caso di guasti, tutto il sistema dovesse essere sostituito con un'ordinaria accensione meccanica e inviato alla Società perché fosse analizzato. Il periodo di sperimentazione durò comunque poco, e gli S3800 furono nuovamente equipaggiati con l'accensione a eccentrico e puntine.
Verso la fine della produzione, nel 1988, la "M" della Motobécane fu aggiunta negli stampi del carter-motore, del carburatore (sostituendo la scritta "Solex") e sulla copertura del filtro dell'aria.
| Caratteristiche tecniche - Velosolex S 3800 | Caratteristiche tecniche - Velosolex S 3800                                                           | Caratteristiche tecniche - Velosolex S 3800                                                           | Caratteristiche tecniche - Velosolex S 3800                                                           | Caratteristiche tecniche - Velosolex S 3800                                                           | Caratteristiche tecniche - Velosolex S 3800                                                           |
| Dimensioni e pesi | Dimensioni e pesi                                                                                     | Dimensioni e pesi                                                                                     | Dimensioni e pesi                                                                                     | Dimensioni e pesi                                                                                     | Dimensioni e pesi                                                                                     |
| --- | --- | --- | --- | --- | --- |
| Ingombri (lungh.×largh.×alt.) | 1610 × 570 × ? mm                                                                                     | 1610 × 570 × ? mm                                                                                     | 1610 × 570 × ? mm                                                                                     | 1610 × 570 × ? mm                                                                                     | 1610 × 570 × ? mm                                                                                     |
| Interasse: 1000 mm | Interasse: 1000 mm                                                                                    | Massa a vuoto: 28,590 kg                                                                              | Massa a vuoto: 28,590 kg                                                                              | Serbatoio: 1,400 l                                                                                    | Serbatoio: 1,400 l                                                                                    |
| Meccanica | | | | | |
| Tipo motore: Monocilindrico verticale a due tempi. | Tipo motore: Monocilindrico verticale a due tempi.                                                    | Tipo motore: Monocilindrico verticale a due tempi.                                                    | Tipo motore: Monocilindrico verticale a due tempi.                                                    | Raffreddamento: ad aria forzata                                                                       | Raffreddamento: ad aria forzata                                                                       |
| Cilindrata | 49 cm³ (Alesaggio 39,5 × Corsa 40 mm)                                                                 | 49 cm³ (Alesaggio 39,5 × Corsa 40 mm)                                                                 | 49 cm³ (Alesaggio 39,5 × Corsa 40 mm)                                                                 | 49 cm³ (Alesaggio 39,5 × Corsa 40 mm)                                                                 | 49 cm³ (Alesaggio 39,5 × Corsa 40 mm)                                                                 |
| Distribuzione: 2 luci di travaso | Distribuzione: 2 luci di travaso                                                                      | Distribuzione: 2 luci di travaso                                                                      | Alimentazione: 1 carburatore Solex 6,5Li                                                              | Alimentazione: 1 carburatore Solex 6,5Li                                                              | Alimentazione: 1 carburatore Solex 6,5Li                                                              |
| Potenza: 0,795 CV a 2500 giri/minuto | Potenza: 0,795 CV a 2500 giri/minuto                                                                  | Coppia: 2,35 N m a 2000 giri/minuto                                                                   | Coppia: 2,35 N m a 2000 giri/minuto                                                                   | Rapporto di compressione: 8,2                                                                         | Rapporto di compressione: 8,2                                                                         |
| Frizione: automatica centrifuga | Frizione: automatica centrifuga                                                                       | Frizione: automatica centrifuga                                                                       | Cambio: assente                                                                                       | Cambio: assente                                                                                       | Cambio: assente                                                                                       |
| Accensione | a volano magnetico e contatti platinati                                                               | a volano magnetico e contatti platinati                                                               | a volano magnetico e contatti platinati                                                               | a volano magnetico e contatti platinati                                                               | a volano magnetico e contatti platinati                                                               |
| Trasmissione | per attrito di un rullo di corindone (diametro di 42 mm) sulla ruota anteriore                        | per attrito di un rullo di corindone (diametro di 42 mm) sulla ruota anteriore                        | per attrito di un rullo di corindone (diametro di 42 mm) sulla ruota anteriore                        | per attrito di un rullo di corindone (diametro di 42 mm) sulla ruota anteriore                        | per attrito di un rullo di corindone (diametro di 42 mm) sulla ruota anteriore                        |
| Avviamento | a spinta                                                                                              | a spinta                                                                                              | a spinta                                                                                              | a spinta                                                                                              | a spinta                                                                                              |
| Ciclistica | | | | | |
| Telaio | lamiera d'acciaio stampata a sezione quadrata. Altri elementi in lamiera stampata fissati con bulloni | lamiera d'acciaio stampata a sezione quadrata. Altri elementi in lamiera stampata fissati con bulloni | lamiera d'acciaio stampata a sezione quadrata. Altri elementi in lamiera stampata fissati con bulloni | lamiera d'acciaio stampata a sezione quadrata. Altri elementi in lamiera stampata fissati con bulloni | lamiera d'acciaio stampata a sezione quadrata. Altri elementi in lamiera stampata fissati con bulloni |
| Sospensioni | Anteriore: assente / Posteriore: assente                                                              | Anteriore: assente / Posteriore: assente                                                              | Anteriore: assente / Posteriore: assente                                                              | Anteriore: assente / Posteriore: assente                                                              | Anteriore: assente / Posteriore: assente                                                              |
| Freni | Anteriore: a pattini / Posteriore: a tamburo (diametro di 83 od 80 mm)                                | Anteriore: a pattini / Posteriore: a tamburo (diametro di 83 od 80 mm)                                | Anteriore: a pattini / Posteriore: a tamburo (diametro di 83 od 80 mm)                                | Anteriore: a pattini / Posteriore: a tamburo (diametro di 83 od 80 mm)                                | Anteriore: a pattini / Posteriore: a tamburo (diametro di 83 od 80 mm)                                |
| Pneumatici | 1¾×19                                                                                                 | 1¾×19                                                                                                 | 1¾×19                                                                                                 | 1¾×19                                                                                                 | 1¾×19                                                                                                 |
| Prestazioni dichiarate | | | | | |
| Velocità massima | 30 km/h                                                                                               | 30 km/h                                                                                               | 30 km/h                                                                                               | 30 km/h                                                                                               | 30 km/h                                                                                               |
| Consumo | 1,4 l/100 km                                                                                          | 1,4 l/100 km                                                                                          | 1,4 l/100 km                                                                                          | 1,4 l/100 km                                                                                          | 1,4 l/100 km                                                                                          |
| Fonte dei dati: Vedi note, altrimenti (FR) Notice descriptive des cyclomoteurs type 3800 construits par la S.I.N.F.A.C. (JPG), su documatheque.galet.free.fr. URL consultato il 16 giugno 2016. | | | | | |

### Micron Solex
Il Micron Solex (nome commerciale del Velosolex Micron) fu presentato al pubblico al Salone del Ciclo e del Motociclo di Milano del 1967. Già allo studio nel 1966, data alla quale risale la fotografia di un prototipo, il suo telaio fu brevettato nel maggio 1967. Il Micron condivideva col Velosolex S3800 la parte motrice, mentre il telaio era di concezione nuova. La numerazione degli esemplari cominciò con il telaio № 5 200 001, mentre le matricole dei motori erano integrate nella numerazione dell'S3800.
La sua produzione terminò nel 1975.
Descrizione
Il Micron Solex appariva come uno scooter molto particolare, dalle ruote molto piccole (220 mm di diametro), lungo solo 1,19 m e alto, a manubrio ripiegato, 66 cm. Il telaio, dalle forme molto squadrate, era realizzato in lamiera stampata. Vista la scarsa distanza da terra del mezzo, i pedali non erano presenti e per avviare il motore era necessario darsi una spinta puntando i piedi per terra, come su una draisina. Il Micron, condividendo il motore con il Velosolex S3800, ne aveva le stesse prestazioni; tuttavia, era meglio accessoriato rispetto all'alfiere della gamma Velosolex. Infatti, il Micron possedeva un grosso fanale anteriore a tre luci montato sul manubrio, un tachimetro, un clacson elettrico e freni a tamburo anteriori e posteriori. Inoltre era disponibile in due colori: blu con finiture grigie o rosso con finiture grigie.
Gli unici particolari tecnici che rendevano differenti i gruppi propulsori dei due modelli erano il diametro del rullo, che sul micron era di 38 mm, e la lunghezza del parafango fissato al gruppo motore, inferiore sul Micron. Esteticamente, la carenatura del motore era priva dell'ottica del fanale e recava una placchetta di plastica con la scritta "Micron" in corsivo, mentre il coperchio del filtro dell'aria non aveva etichette.
Modifiche
L'unico cambiamento di un certo rilievo che il telaio del Micron abbia subito fu, nel 1969, l'introduzione di un nuovo tipo brevettato di fanalino di coda, dalle linee più squadrate, mutuato dal Flash Solex. Il modello precedente, che prevedeva anche un diverso fissaggio della targa, aveva invece delle forme più morbide.
Poiché il motore del Micron era quello dell'S3800, esso subì le sue stesse vicende tecniche, come l'introduzione della manopola per il gas nel 1969.
| Caratteristiche tecniche - Velosolex Micron | Caratteristiche tecniche - Velosolex Micron                                          | Caratteristiche tecniche - Velosolex Micron                                          | Caratteristiche tecniche - Velosolex Micron                                          | Caratteristiche tecniche - Velosolex Micron                                          | Caratteristiche tecniche - Velosolex Micron                                          |
| Dimensioni e pesi | Dimensioni e pesi                                                                    | Dimensioni e pesi                                                                    | Dimensioni e pesi                                                                    | Dimensioni e pesi                                                                    | Dimensioni e pesi                                                                    |
| --- | ------------------------------------------------------------------------------------ | ------------------------------------------------------------------------------------ | ------------------------------------------------------------------------------------ | ------------------------------------------------------------------------------------ | ------------------------------------------------------------------------------------ |
| Ingombri (lungh.×largh.×alt.) | 1190 × 600 × ? mm                                                                    | 1190 × 600 × ? mm                                                                    | 1190 × 600 × ? mm                                                                    | 1190 × 600 × ? mm                                                                    | 1190 × 600 × ? mm                                                                    |
| Altezze | Sella: 660 mm - Minima da terra: 60 mm                                               | Sella: 660 mm - Minima da terra: 60 mm                                               | Sella: 660 mm - Minima da terra: 60 mm                                               | Sella: 660 mm - Minima da terra: 60 mm                                               | Sella: 660 mm - Minima da terra: 60 mm                                               |
| Interasse: 800 mm | Interasse: 800 mm                                                                    | Massa a vuoto: 30 kg                                                                 | Massa a vuoto: 30 kg                                                                 | Serbatoio: 1,400 l                                                                   | Serbatoio: 1,400 l                                                                   |
| Meccanica |                                                                                      |                                                                                      |                                                                                      |                                                                                      |                                                                                      |
| Tipo motore: Monocilindrico verticale a due tempi. | Tipo motore: Monocilindrico verticale a due tempi.                                   | Tipo motore: Monocilindrico verticale a due tempi.                                   | Tipo motore: Monocilindrico verticale a due tempi.                                   | Raffreddamento: ad aria forzata                                                      | Raffreddamento: ad aria forzata                                                      |
| Cilindrata | 49 cm³ (Alesaggio 39,5 × Corsa 40 mm)                                                | 49 cm³ (Alesaggio 39,5 × Corsa 40 mm)                                                | 49 cm³ (Alesaggio 39,5 × Corsa 40 mm)                                                | 49 cm³ (Alesaggio 39,5 × Corsa 40 mm)                                                | 49 cm³ (Alesaggio 39,5 × Corsa 40 mm)                                                |
| Distribuzione: 2 luci di travaso | Distribuzione: 2 luci di travaso                                                     | Distribuzione: 2 luci di travaso                                                     | Alimentazione: 1 carburatore Solex 6,5Li                                             | Alimentazione: 1 carburatore Solex 6,5Li                                             | Alimentazione: 1 carburatore Solex 6,5Li                                             |
| Potenza: 0,795 CV a 2500 giri/minuto | Potenza: 0,795 CV a 2500 giri/minuto                                                 | Coppia: 2,35 N m a 2000 giri/minuto                                                  | Coppia: 2,35 N m a 2000 giri/minuto                                                  | Rapporto di compressione: 8,2                                                        | Rapporto di compressione: 8,2                                                        |
| Frizione: automatica centrifuga | Frizione: automatica centrifuga                                                      | Frizione: automatica centrifuga                                                      | Cambio: assente                                                                      | Cambio: assente                                                                      | Cambio: assente                                                                      |
| Accensione | a contatti platinati                                                                 | a contatti platinati                                                                 | a contatti platinati                                                                 | a contatti platinati                                                                 | a contatti platinati                                                                 |
| Trasmissione | per attrito di un rullo di corindone (diametro di 38 mm) sulla ruota anteriore       | per attrito di un rullo di corindone (diametro di 38 mm) sulla ruota anteriore       | per attrito di un rullo di corindone (diametro di 38 mm) sulla ruota anteriore       | per attrito di un rullo di corindone (diametro di 38 mm) sulla ruota anteriore       | per attrito di un rullo di corindone (diametro di 38 mm) sulla ruota anteriore       |
| Avviamento | a spinta                                                                             | a spinta                                                                             | a spinta                                                                             | a spinta                                                                             | a spinta                                                                             |
| Ciclistica |                                                                                      |                                                                                      |                                                                                      |                                                                                      |                                                                                      |
| Telaio | lamiera d'acciaio stampata a sezione trapezoidale                                    | lamiera d'acciaio stampata a sezione trapezoidale                                    | lamiera d'acciaio stampata a sezione trapezoidale                                    | lamiera d'acciaio stampata a sezione trapezoidale                                    | lamiera d'acciaio stampata a sezione trapezoidale                                    |
| Sospensioni | Anteriore: assente / Posteriore: assente                                             | Anteriore: assente / Posteriore: assente                                             | Anteriore: assente / Posteriore: assente                                             | Anteriore: assente / Posteriore: assente                                             | Anteriore: assente / Posteriore: assente                                             |
| Freni | Anteriore: a tamburo (diametro di 83 mm) / Posteriore: a tamburo (diametro di 83 mm) | Anteriore: a tamburo (diametro di 83 mm) / Posteriore: a tamburo (diametro di 83 mm) | Anteriore: a tamburo (diametro di 83 mm) / Posteriore: a tamburo (diametro di 83 mm) | Anteriore: a tamburo (diametro di 83 mm) / Posteriore: a tamburo (diametro di 83 mm) | Anteriore: a tamburo (diametro di 83 mm) / Posteriore: a tamburo (diametro di 83 mm) |
| Pneumatici | 1¾×12½                                                                               | 1¾×12½                                                                               | 1¾×12½                                                                               | 1¾×12½                                                                               | 1¾×12½                                                                               |
| Prestazioni dichiarate |                                                                                      |                                                                                      |                                                                                      |                                                                                      |                                                                                      |
| Velocità massima | 30 km/h                                                                              | 30 km/h                                                                              | 30 km/h                                                                              | 30 km/h                                                                              | 30 km/h                                                                              |
| Consumo | 1,4 l/100 km                                                                         | 1,4 l/100 km                                                                         | 1,4 l/100 km                                                                         | 1,4 l/100 km                                                                         | 1,4 l/100 km                                                                         |
| Fonte dei dati: Vedi note, altrimenti (FR) Notice descriptive des vélomoteurs type Micron construits par la S.I.N.F.A.C. (JPG), su documatheque.galet.free.fr. URL consultato il 16 giugno 2016. |                                                                                      |                                                                                      |                                                                                      |                                                                                      |                                                                                      |

### Solex 5000
Il Solex 5000 (la denominazione di "Solex" anziché di "Velosolex" riflette la nuova politica della S.I.N.F.A.C., incominciata nel 1969, di affiancare al nome ufficiale la denominazione informale e perseguita specialmente per i ciclomotori non a rullo) fu lanciato nel 1971, con il motore № 7 000 001 (si ha comunque notizia di esemplari numerati nell'ordine dei 9 000 000, integrati quindi nella serie degli S3800). Possedeva lo stesso motore dell'S3800, e un telaio di dimensioni inferiori, che riprendeva le linee dell'S3800.
La sua produzione terminò nel 1980.
Descrizione
Il 5000 ereditava dal Flash Solex il cavalletto, il portapacchi in acciaio inossidabile, il manubrio con il fanale montato al centro e la leva per la decompressione da azionarsi con la mano sinistra anziché con la destra. Il Solex 5000 era disponibile in quattro colori, definiti "gai, divertenti, per tutte le stagioni" denominati "bianco nevaio" (blanc névé), "giallo Palma [di Maiorca]" (jaune Palma), "blu atollo" (bleu atoll) e "arancione" (orange). I parafanghi erano in acciaio inossidabile e le ruote (di 16 pollici di diametro) avevano gli pneumatici a fianchi bianchi.
Il motore rimaneva il Solex 3800, dotato però di un nuovo sistema, più raffinato, per togliere il contatto fra rullo e ruota. In luogo della leva fissata alla testata fu montato un meccanismo a biella e manovella, che si azionava con la mano destra. Un'altra modifica, prettamente estetica, fu l'applicazione di serbatoi e coperture del volano in plastica bianca, ereditati dall'S3800 Super Lusso. La carenatura del motore, dello stesso colore del telaio, era mutuata dal Micron Solex e portava una targhetta in plastica con l'iscrizione "5000".
Modifiche
Condividendo con l'S3800 molte parti, il 5000 ne condivise anche le vicende legate al telaio, come la modifica del sistema per tendere il filo di comando del freno posteriore, il nuovo freno a tamburo e il fanalino posteriore normalizzato. Dal 1974 il cavalletto fu tinto, anziché in nero, nello stesso colore del telaio.
Il motore subì le stesse vicende tecniche di quello del Velosolex S3800. Su un piano più estetico si può ricordare l'abbandono nel luglio 1973 del piccolo parafango in acciaio per sostituirlo con quello dell'S3800 dipinto di bianco. Nel 1974 si cominciò a verniciare il parafango nello stesso colore del telaio del ciclomotore.

### Plisolex
Il 5000 PliSolex (conosciuto anche sotto il solo nome di PliSolex) era la versione pieghevole, come suggerisce il nome stesso, del Solex 5000. Fu brevettato nel 1973, presentato alla stampa il 21 febbraio 1973, insieme con il Solex Ténor, e venduto probabilmente a partire dal giugno di quello stesso anno. La numerazione dei motori, integrata in quella dei Solex 5000, cominciò dal № 7 142 958.
La produzione terminò nel 1978.
Descrizione
Il telaio era quello del Solex 5000, dotato di una cerniera sulla canna, immediatamente sopra la pedana riposa-piedi. Il manubrio, a cui era fissato il faro condiviso con il Solex 6000, poteva essere scollegato dalla forcella grazie a un meccanismo a eccentrico e la sella poteva essere ripiegata sulla sua canna. Le leve dei freni, per rendere possibile la rimozione della manopola destra, erano dritte. Lo schema di pittura era lo stesso del 5000, ma il PliSolex era disponibile solo in arancione, mentre si hanno solo notizie bibliografiche di una versione blu.
Il motore era lo stesso del 5000, con alcune modifiche ai comandi, alla fissazione al telaio e ai cablaggi per rendere più semplici la rimozione del propulsore e quindi il trasporto del mezzo. 
La manopola destra riuniva i comandi del gas e della decompressione e poteva essere staccata dal manubrio e montata su un tubo fissato alla testata, usandola così come maniglia per trasportare il motore. I cavi elettrici potevano essere scollegati e la marmitta era fissata completamente al telaio, mentre il collegamento tra di essa e il tubo di scappamento era realizzato con un incastro a rotula. Era necessario liberare un solo fermo per staccare il motore dal resto della macchina.
Modifiche
Non si ha notizia di modifiche esclusive al PliSolex.

## Tavola riassuntiva delle produzioni a rullo
| Numeri di serie dei motori        | Modello         | Periodo di produzione           | Cilindrata (cm³) | Diametro cerchioni |
| --------------------------------- | --------------- | ------------------------------- | ---------------- | ------------------ |
| 1 000 – 140 095                   | 45 cm³          | maggio 1946 – giugno 1951       | 45               | 650 mm             |
| 140 096 – 325 206                 | 45 cm³          | giugno 1951 – ottobre 1953      | 45               | 600 mm             |
| 325 206 – 653 388                 | 330             | ottobre 1953 – settembre 1955   | 49               | 600 mm             |
| 653 389 – 1 016 250               | 660             | settembre 1955 – aprile 1957    | 49               | 600 mm             |
| 1 016 251 – 1 394 500             | 1010            | 3 aprile 1957 – settembre 1958  | 49               | 600 mm             |
| 1 394 501 – 1 702 028             | 1400            | 8 settembre 1958 – ottobre 1959 | 49               | 550 mm             |
| 1 702 029 – 2 202 000             | 1700            | 12 ottobre 1959 – maggio 1961   | 49               | 550 mm             |
| 2 202 001 – 2 615 000             | S2200           | giugno 1961 – settembre 1962    | 49               | 550 mm             |
| 2 615 001 – 3 283 292             | S2200           | ottobre 1962 – ottobre 1964     | 49               | 550 mm             |
| 3 283 293 – 3 799 999             | S3300           | ottobre 1964 – aprile 1966      | 49               | 550 mm             |
| 3 800 000 – 4 949 400 circa       | S3800 e Micron  | maggio 1966 – 1976              | 49               | 550 mm             |
| 9 000 001 – 9 059 000 circa       | S3800           | 1976 – 1977 circa               | 49               | 550 mm             |
| 3 500 000 circa – 5 136 100 circa | S3800           | 1978 circa – 7 novembre 1988    | 49               | 550 mm             |
| 7 000 000 – 7 224 000             | 5000 e Plisolex | 1971 circa – 1977 circa         | 49               | 16``               |
| oltre i 9 000 000                 | 5000 e Plisolex | fine 1977 – 1978                | 49               | 16``               |

Dove non specificato diversamente, i numeri di serie provengono da Franck Ménéret, p. 119.

## Modelli non a rullo
La S.I.N.F.A.C., nella volontà di ampliare l'offerta, produsse anche ciclomotori di concezione più tradizionale, che non si possono far risalire all'idea originale di Marcel Mennesson.
Essi furono:
- il Flash Solex, uscito nel 1969, che era dotato di freni a disco anteriori e posteriori e trasmissione a giunto cardanico. Successive migliorie, volte a risolvere i problemi d'affidabilità, portarono all'evoluzione in Flash 71 e in seguito in Solex 6000, con una carrozzeria rinnovata. La sua produzione terminò nel 1977[174];
- il Solex Ténor, uscito nel 1972, che era un ciclomotore con trasmissione a catena, molto più simile alla Mobylette Motobécane che non al Velosolex. È il solo prodotto S.I.N.F.A.C. dotato di motori prodotti da una società esterne. Fu prodotto in sei versioni: le serie L (Luxe, ovvero lusso), S (Sport), R (Rigide, rigido), motorizzate Franco Morini Gyromat, ed S4 (Sport a quattro marce), motorizzata Franco Morini a quattro rapporti; le serie GL (Grand Luxe, gran lusso) e GS (Grand Sport, gran sport) erano equipaggiate di un motore Anker Laura. La produzione terminò nel 1977[175].

## Produzioni dopo il 2003
- Il Black'n Roll S4800, uscito nel 2005, era una copia modernizzata in termini di sicurezza e d'emissioni inquinanti dell'S3800. È stato prodotto dalla società Mopex, assemblando pezzi di varia provenienza[176];
- Il Mopelex era la versione ibrida dell'S4800. Fu premiato con medaglia d'oro al concorso Lépine del 2006[177].

## Rinascita del marchio

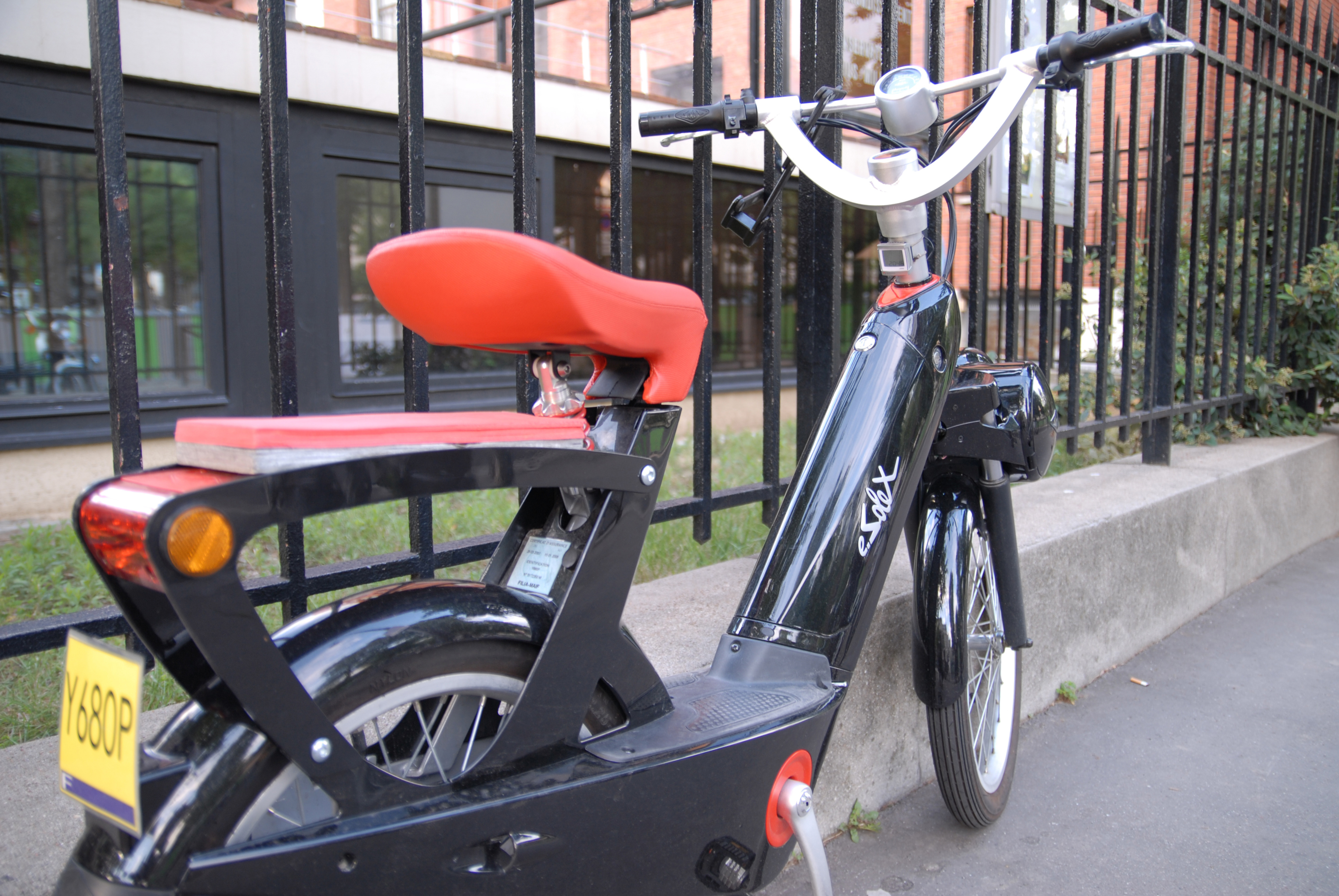
E-Solex

I marchi Solex, Velosolex e Solexine furono acquistati dalla Magneti Marelli, che ne possedeva i diritti, dal gruppo Cible nel giugno 2004. Il primo modello della nuova produzione, l'e-Solex, fu presentato al Mondiale delle due ruote di Parigi del 2005.
L'e-solex è una bicicletta elettrica, disegnata da Pininfarina, che riprende solamente le linee dei Velosolex di metà anni '60, mentre la propulsione, anziché essere trasmessa da rullo sulla ruota anteriore, è data da un motore nel mozzo della posteriore. Sulla ruota anteriore, a richiamare le originarie forma e posizione del motore, è presente un portaoggetti di forma cilindrica. 
Nel 2010 la produzione si ingrandì con il VéloSolex, bicicletta elettrica pieghevole a pedalata assistita. In seguito fu aggiunta a catalogo la gamma di biciclette a pedalata assistita Solexity. Dal 2014 il marchio Solex e i suoi derivati sono di proprietà del gruppo Easybike.